# أزوليجو

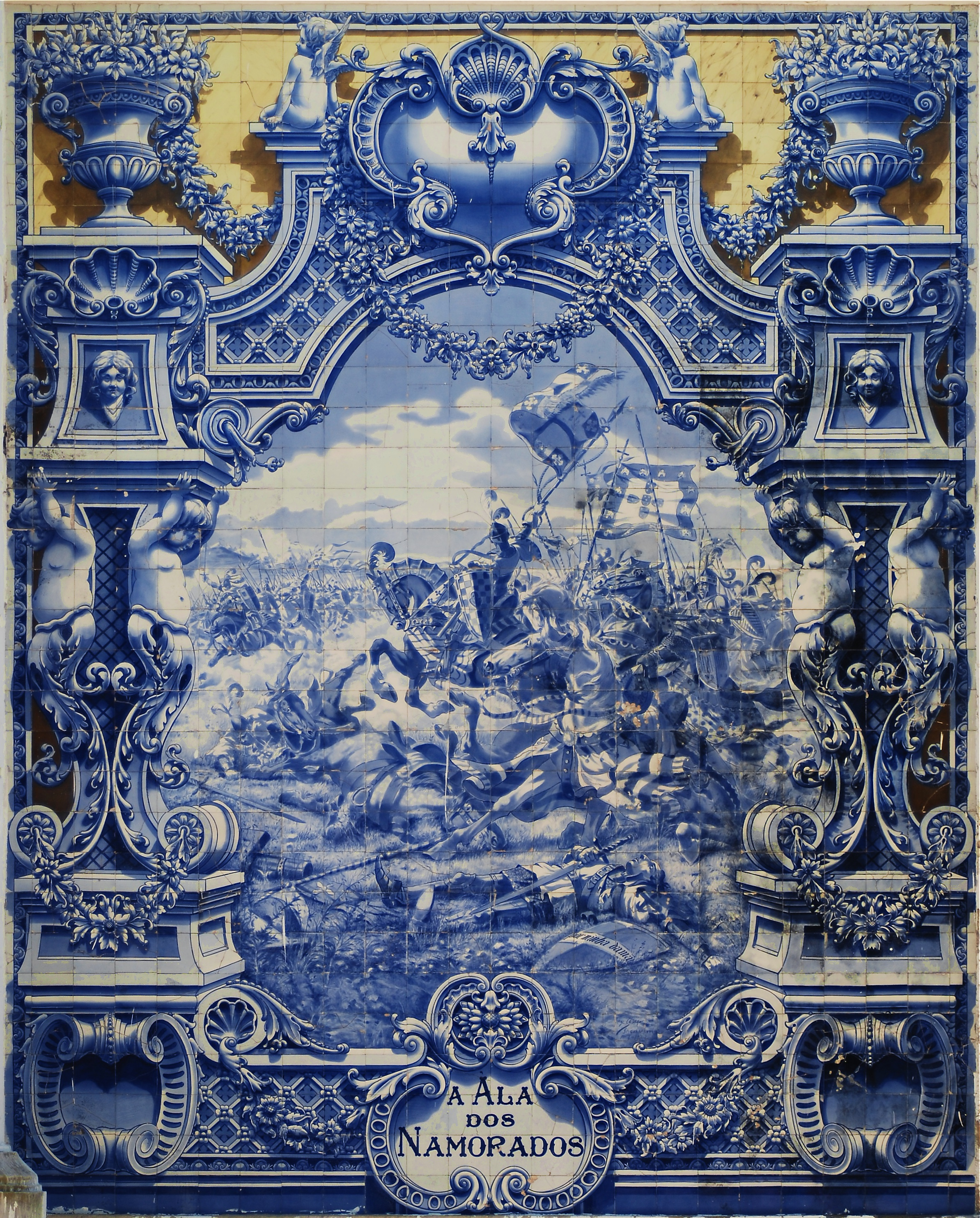

أزوليجو أو الزليج الإيبيري هو شكل من أشكال البلاط الخزفي المزجج والمزين بالرسوم، منتشر في البرتغال وإسبانيا. يمكن العثور على الزليج داخل وخارج الكنائس والقصور والمنازل العادية والمدارس، وفي العصر الحديث، في المطاعم والحانات وحتى محطات السكك الحديدية أو مترو الأنفاق.المنازل.
هناك أيضًا تقليد لإنتاج الزليج في المستعمرات البرتغالية والإسبانية السابقة في أمريكا الشمالية وأمريكا الجنوبية والفلبين وغوا (الهند) وأفريقيا الناطقة بالبرتغالية وتيمور الشرقية وماكاو (الصين). يشكل الزليج جانبًا رئيسا من العمارة البرتغالية والإسبانية حتى يومنا هذا، وهو عنصر ثابت في المباني عبر البرتغال وإسبانيا وأراضيهما السابقة. العديد من أعمال الزليج تسجل جوانب تاريخية وثقافية كبرى من تاريخ كل من البرتغال وإسبانيا.

## التاريخ

### من القرن الثالث عشر إلى القرن الخامس عشر
كلمة (azulejo) مشتقة من الزليجة العربية الزيلية: zellige، بمعنى «الحجر المصقول» لأن الفكرة الأصلية كانت لتقليد الفسيفساء البيزنطية والرومانية. يُظهر هذا الأصل التأثيرات العربية التي لا لبس فيها في العديد من البلاطات: الزخارف المنحنية المتشابكة أو الهندسية أو النباتية. لا تزال حرفة الزليج مستخدمة في العالم العربي في نوعين رئيسيين من التقاليد «زاليج المصري» و«الزليج المغربي»، والأخير هو الأكثر شهرة.
أصبحت مدينة إشبيلية الإسبانية المركز الرئيسي لصناعة البلاط Hispano-Moresque. أقدم azulejos في القرن 13th كانت alicatados (لوحات من البلاط الفسيفساء). كان البلاط المزجج في لون واحد، وقطع إلى أشكال هندسية، وتجميعها لتشكيل أنماط هندسية. يمكن أن يكون العديد من الأمثلة معجب في قصر الحمراء في غرناطة. التقنيات القديمة من cuerda seca ('سلسلة جافة') وcuenca وضعت في إشبيلية في القرن 15 وأدخلت هذه التقنيات في البرتغال من قبل الملك مانويل الأول بعد زيارة إلى إشبيلية في 1503. تم تطبيقها على الجدران واستخدامها في رصف الأرضيات، كما يمكن رؤيتها في العديد من الغرف، وخاصة الغرفة العربية في قصر سينترا الوطني (بما في ذلك بلاط القونة الشهير مع كرة الذراع، رمز الملك مانويل الأول). آخر كوليك المهم البرتغالية اعتمدت التقليد المغربي من الرعب vacui ('الخوف من المساحات الفارغة') وغطت الجدران تماما مع azulejos.

### القرن السادس عشر
جاء الخزافون من إيطاليا إلى إشبيلية في أوائل القرن السادس عشر وأنشأوا ورش عمل هناك. أحضروا معهم تقنيات maiolica التي سمحت للفنانين لتمثيل عدد أكبر بكثير من المواضيع التصويرية في مؤلفاتهم. وكان أول بوتر إيطالي ينتقل إلى إسبانيا هو فرانسيسكو نيكولوسو الذي استقر في إشبيلية في عام 1498. لا يزال من الممكن أن تحظى أمثلة من عمله بالإعجاب في الموقع في الكازار في إشبيلية. تحت تأثير أسلوب عصر النهضة الذي قدمه الفنانون الإيطاليون، كانت معظم الأزوليخ لوحات بلاط متعددة الألوان تصور مشاهد رمزية أو أسطورية، أو مشاهد من حياة القديسين أو الكتاب المقدس، أو مشاهد الصيد. كان للآداب والأسلوب البشع، مع تمثيلاته الغريبة، تأثير كبير على البلاط.
حتى منتصف القرن السادس عشر، استمر البرتغاليون في الاعتماد على الواردات الأجنبية، ومعظمها من إسبانيا، مثل البشارة التي قام بها فرانسيسكو نيكولوسو في إيفورا، ولكن أيضا على نطاق أصغر من أنتويرب (فلاندرز)، مثل اللوحتين اللتين وضعهما يان بوغارتس في باسو دوكال فيلا فيكوسا (ألينتيخو). كان من أوائل أسياد البرتغاليين في القرن السادس عشر مارج دي ماتوس، الذي تُنسب إليه سوزانا وشيوخه (1565)، في كوينتا دا باكالهو، أزيتاو، وكذلك عشق الرعاة (في المتحف الوطني لأزوليوس في لشبونة). معجزة القديس روكي (في كنيسة س. روكي، لشبونة) هي أول تركيبة برتغالية مؤرخة (1584). إنه عمل فرانسيسكو دي ماتوس، وربما ابن شقيق وتلميذ مارج دي ماتوس. استمد كلاهما إلهامهما من لوحات عصر النهضة والعصرية والنقوش من إيطاليا وفلاندرز. يمكن العثور على مجموعة رائعة من Azulejos (azulejos Hispano-mouriscos) في متحف دا راينها ليونور في بيجا، البرتغال (Convento da Conceição السابق).
في أواخر القرن السادس عشر، تم استخدام البلاط متقلب كديكور للأسطح الكبيرة، كما هو الحال في الكنائس والأديرة. كانت البلاط الأبيض العادي الموضوعة قطريًا محاطة بألواح زرقاء مربعة وبلاط حدود ضيق.

### القرن السابع عشر
بعد ذلك بوقت قصير، تم استبدال هذه البلاط الأبيض العادي من قبل البلاط متعدد الألوان (enxaquetado ريكو) في كثير من الأحيان إعطاء إطار معقد كما هو الحال في Igreja دي سانتا ماريا دي Marvila في سانتاريم، البرتغال مع واحدة من أبرز الديكورات الداخلية القائمة على البلاط في البرتغال.
عندما تم استبدال البلاط القطري من قبل نمط المتكررة من البلاط متعدد الألوان الأفقي، يمكن للمرء الحصول على تصميم جديد مع زخارف مختلفة، رسومات Mannerist المتشابكة مع تمثيل الورود وال camelias (الورود في بعض الأحيان والأكاليل). عادة ما يصور الفودي الداخلي مشهدًا من حياة المسيح أو قديسًا. هذه التراكيب السجاد (azulejo دي tapete)، كما كانت تسمى، مؤطرة بشكل متقن مع الأفاريز والحدود، أنتجت بأعداد كبيرة خلال القرن 17. أفضل الأمثلة هي أن تكون موجودة في ايغريا دو سلفادور، إيفورا، إغريا دي س. كوينتينو، أوبرال دي مونتي Agraço، Igreja دي س. فيسنتي، كوبا (البرتغال) وكنيسة الجامعة في كويمبرا.
استخدام azulejos لزخرفة أنتيبينديا (أمام مذبح)، وتقليد المذبح الثمينة، هو نموذجي للبرتغال. قد تكون اللوحة في قطعة واحدة، أو تتألف من قسمين أو ثلاثة أقسام. وقد استخدمت في القرون 16 و17 و18. بعض التدشينديا من القرن 17 تقليد الأقمشة الشرقية (كاليكو، تشينتز). تم تقليد الأطراف الذهبية من قماش المذبح بزخارف صفراء على البلاط الحدودي المطلي. ويمكن الاطلاع على أمثلة ممتازة في مستشفى سانتا مارتا، لشبونة، أو في دير سانتا ماريا دي ماير ودير سانتا كروز دو باتشاكو.
خلال نفس الفترة تم إدخال فكرة أخرى في الأفاريز: المزهريات الأزهار محاطة بالطيور والدلافين أو putti، ما يسمى albarradas. ربما كانت مستوحاة من اللوحات الفلمنكية من المزهريات الزهور، مثل جان Brueghel الأكبر. كانت هذه لا تزال قائمة بذاتها في القرن السابع عشر، ولكن سيتم استخدامها في وحدات متكررة في القرن الثامن عشر.
نوع آخر من تكوين azulejo، ودعا aves e ramagens ('الطيور والفروع')، وجاء في رواج بين 1650 و1680. وقد تأثروا بتمثيلات المنسوجات المطبوعة التي تم استيرادها من الهند: الرموز الهندوسية والزهور والحيوانات والطيور.
في النصف الثاني من القرن السابع عشر، قدم الفنان الإسباني غابرييل ديل باركو إي مينوثيكا إلى البرتغال البلاط الأزرق والأبيض من دلفت في هولندا. خلقت ورش عمل يان فان أورت وليم فان دير كلويت في أمستردام لوحات بلاط كبيرة مع مشاهد تاريخية لعملائها البرتغاليين الأغنياء، مثل قصر Marqueses da Fronteira في بنفيكا، لشبونة. ولكن عندما أوقف الملك بطرس الثاني جميع واردات azulejos بين عامي 1687 و1698، تولت ورشة عمل غابرييل ديل باركو الإنتاج. تم تسليم آخر إنتاج رئيسي من هولندا في عام 1715. وسرعان ما أصبحت البلاط التصويرية الكبيرة والمصونة الصنع باللونين الأزرق والأبيض، والتي صممها فنانون برتغاليون مدربون أكاديميًا، الموضة السائدة، وحلت محل الذوق السابق للأنماط المتكررة والديكور التجريدي.

## القرن التاسع عشر

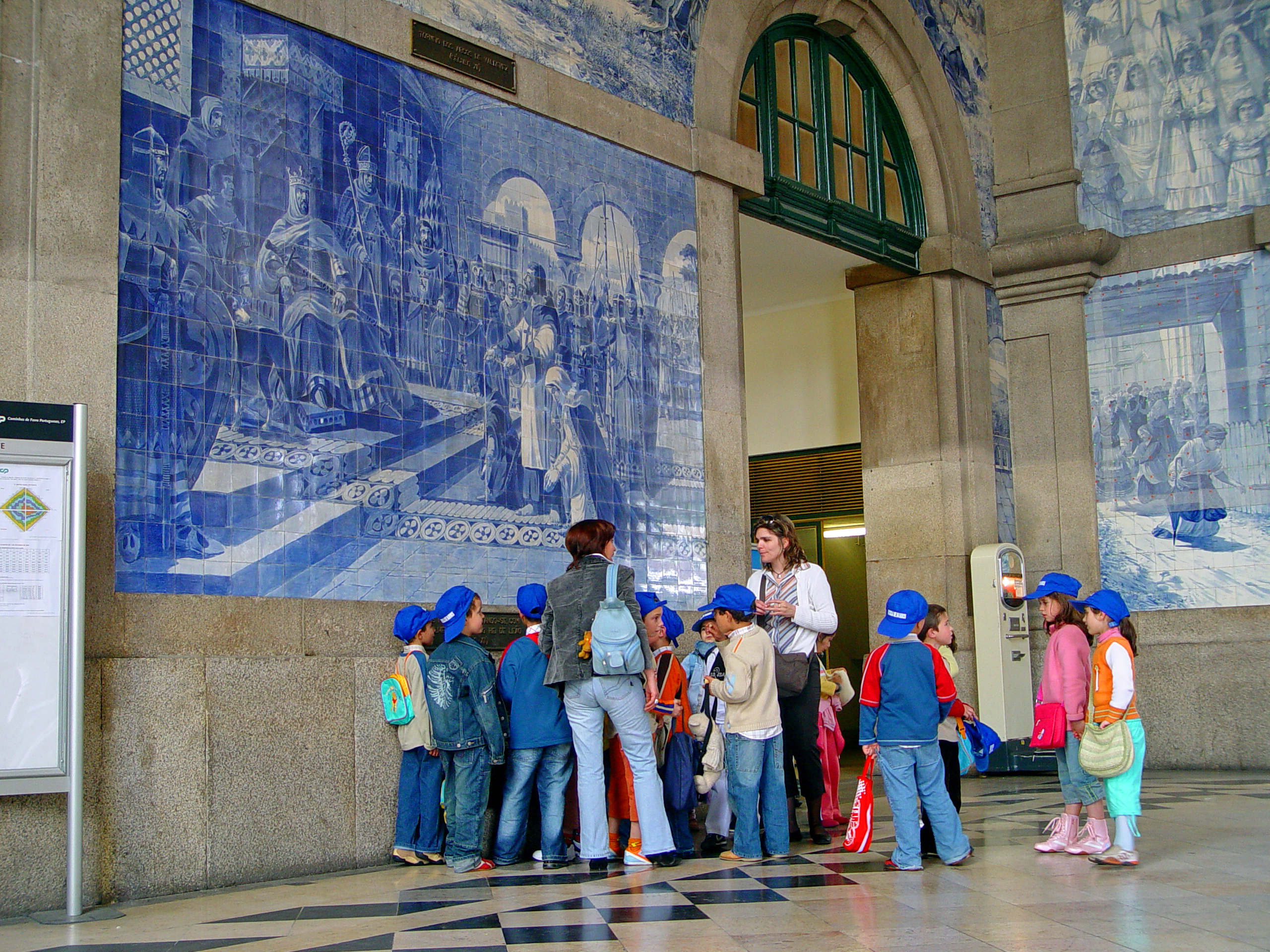
Azulejo panel in the São Bento railway station  [لغات أخرى]‏ in بورتو، Portugal.
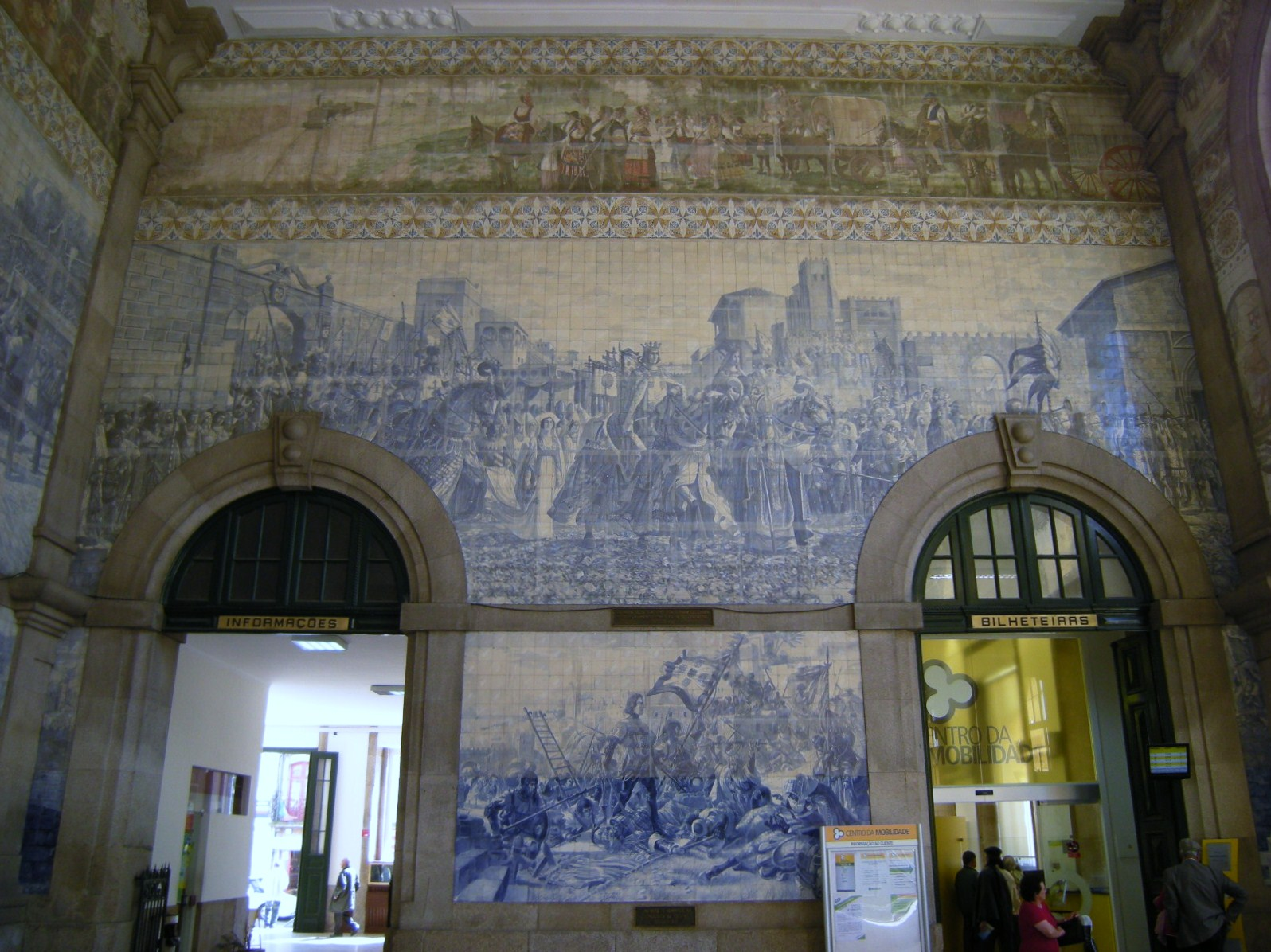
Interior of the train station, بورتو، Portugal
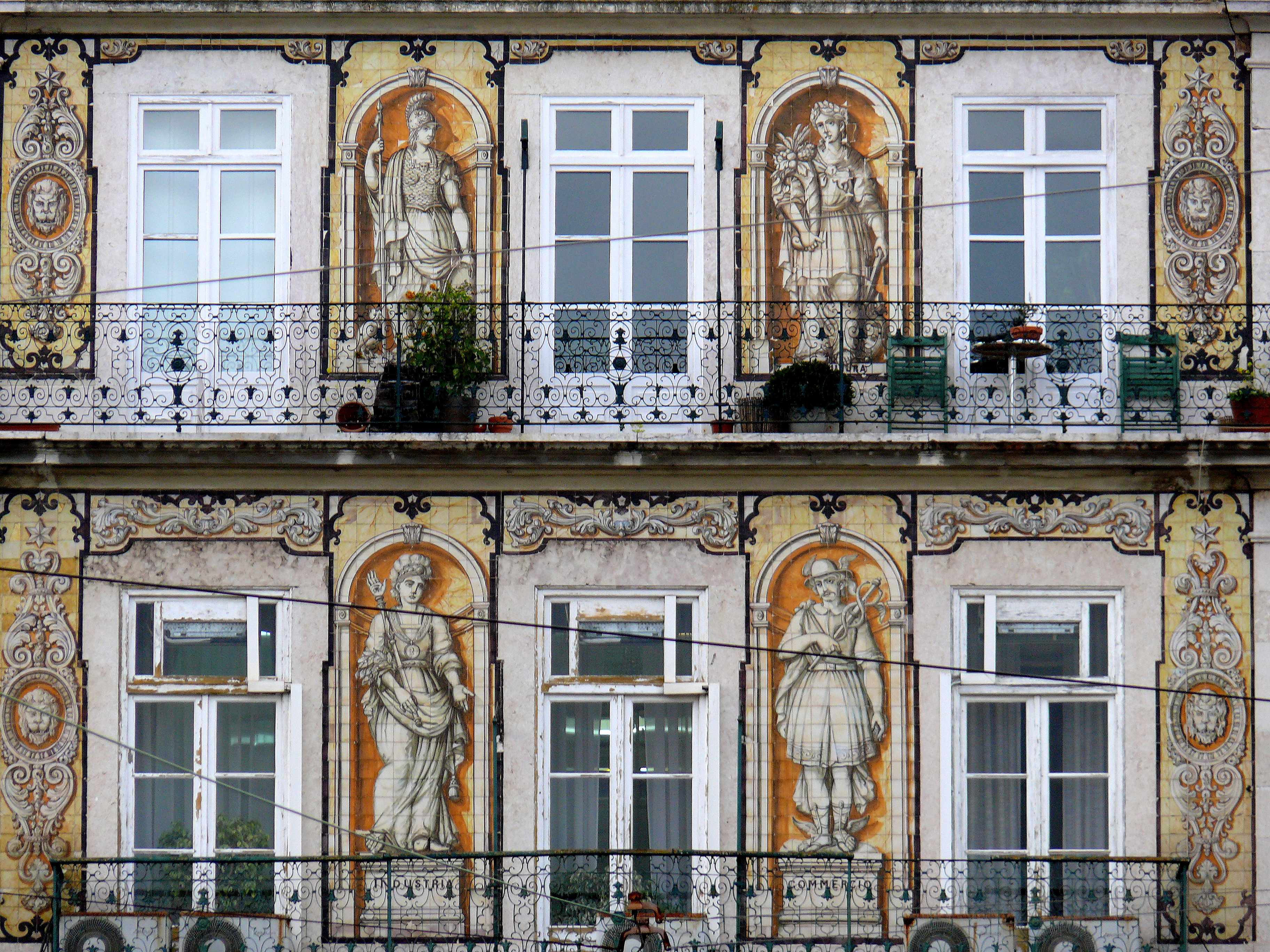
Façade of the Casa do Ferreira das Tabuletas in لشبونة.
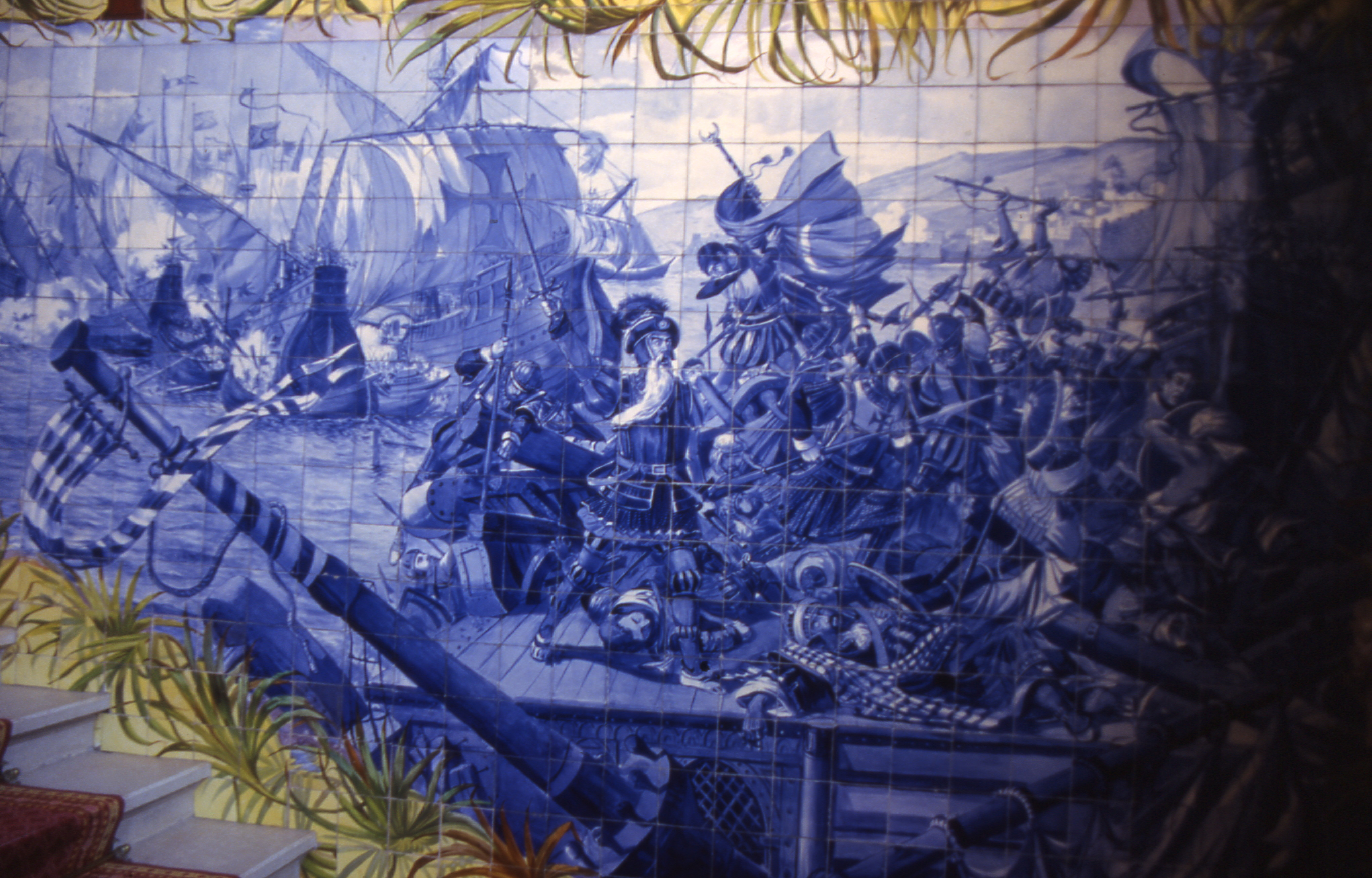
Azulejos at Buçaco Palace, in ميلادا، Portugal.
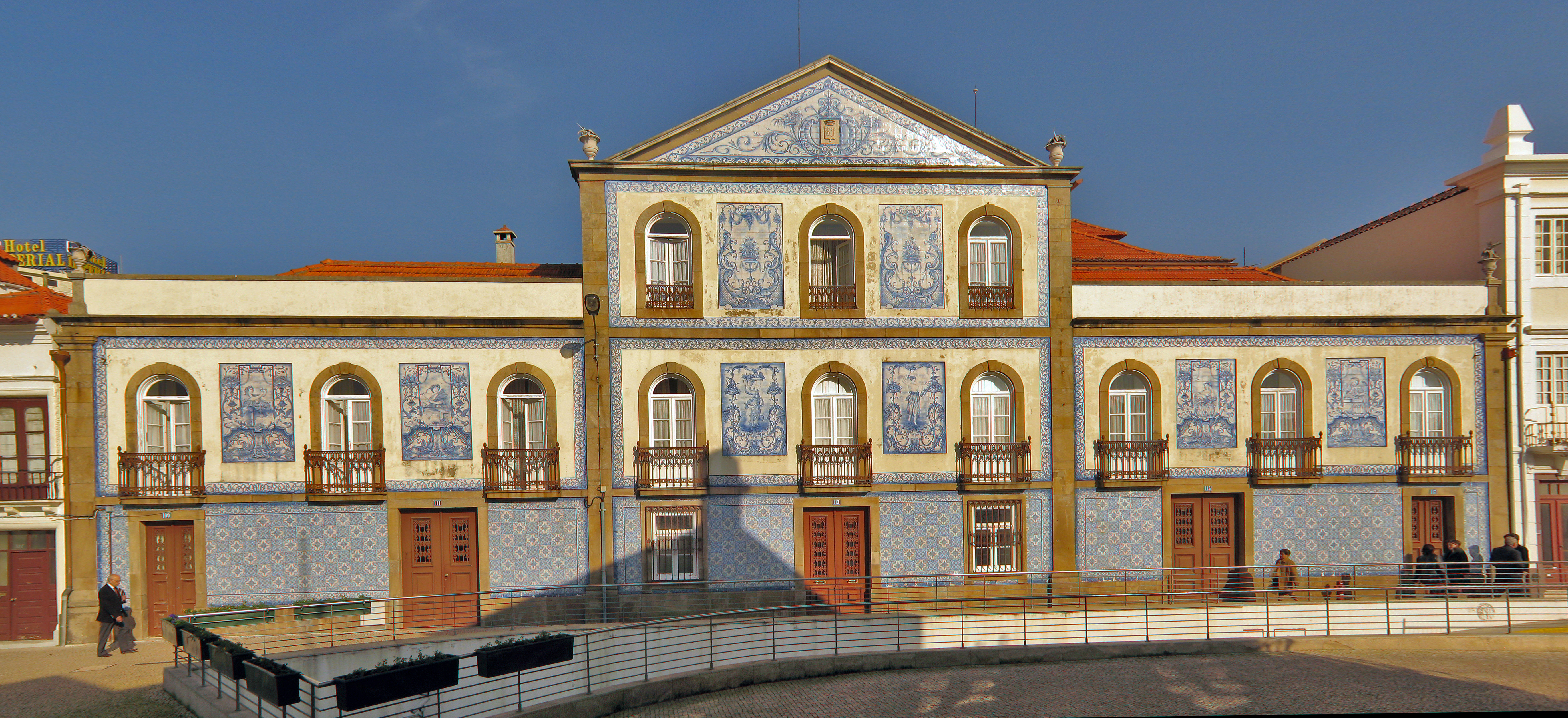
Façade of a grand house in Aveiro, Portugal.
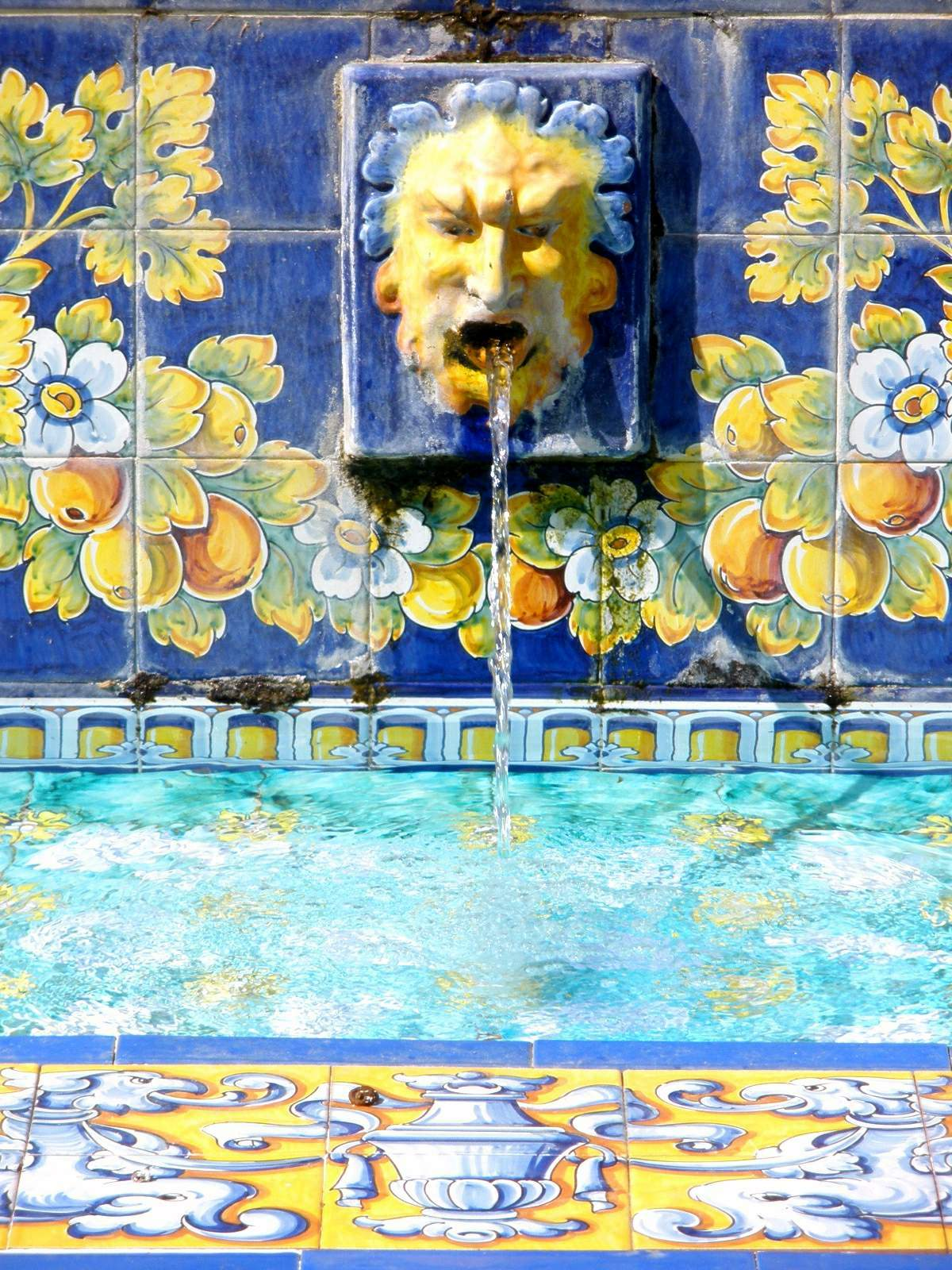
Jardines del Prado garden in طلبيرة، Spain. Built in 1864.
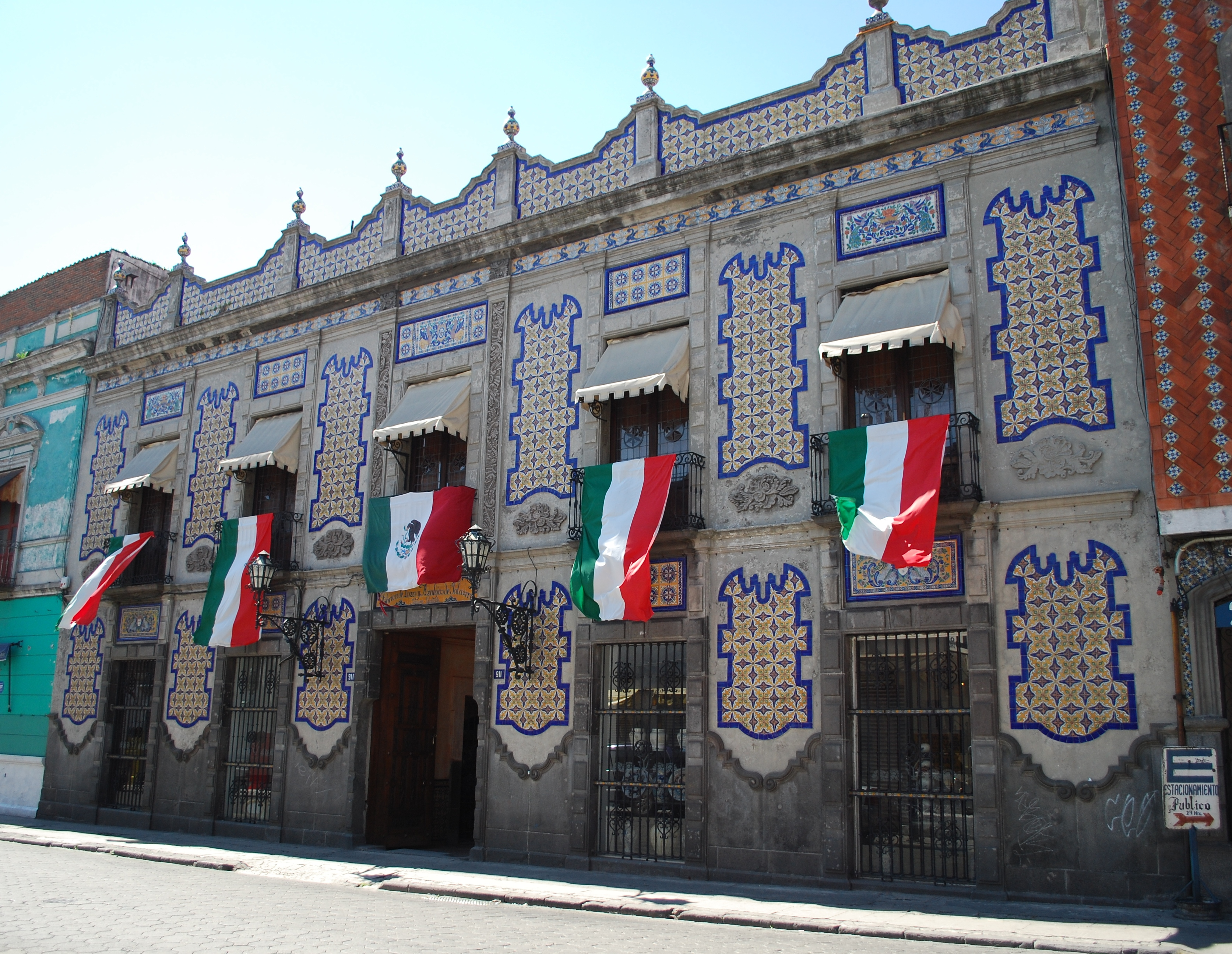
Uriarte Talavera, ca. 1824, ولاية بويبلا، Mexico
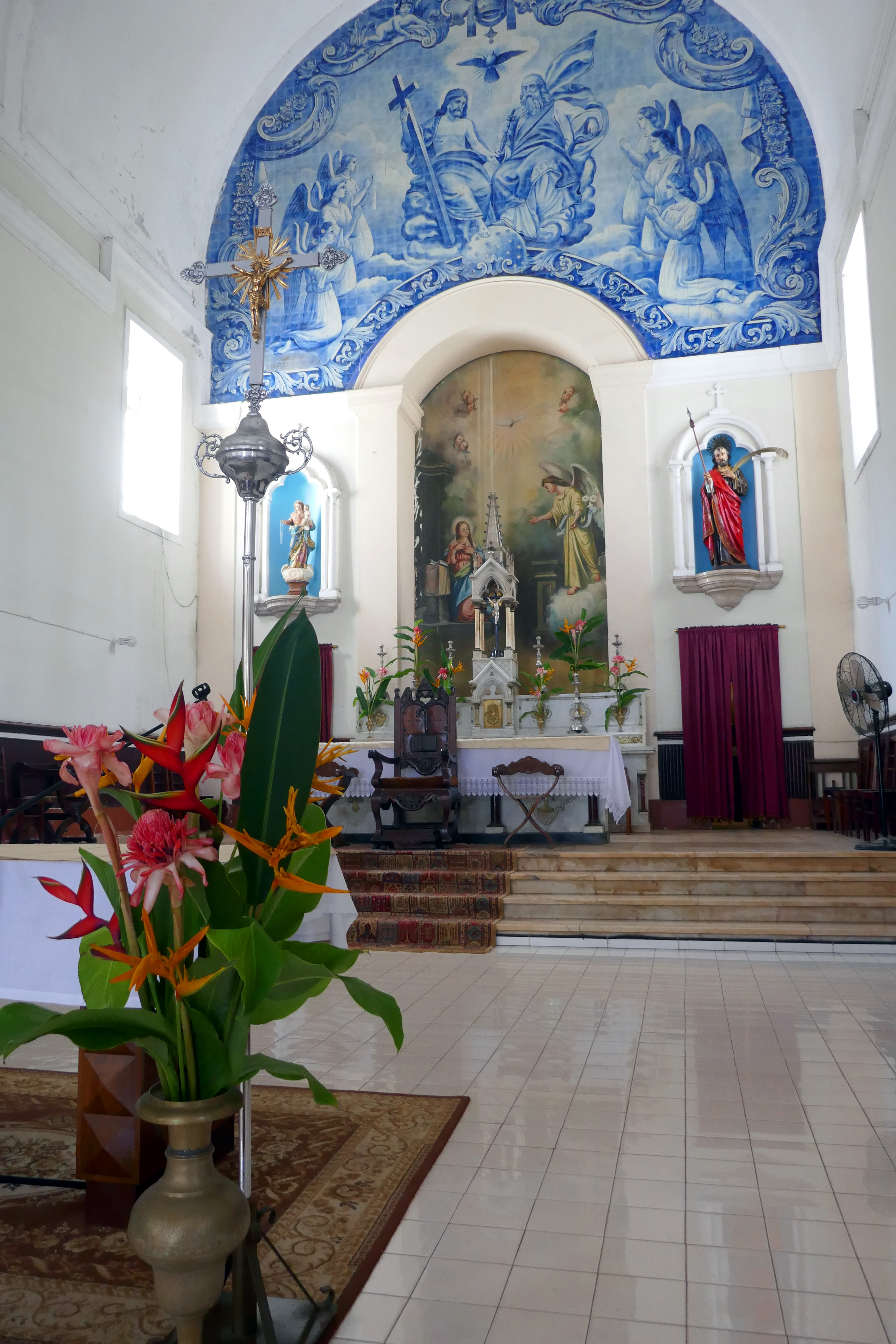
Inside the Grace Cathedral  [لغات أخرى]‏، ساو تومي
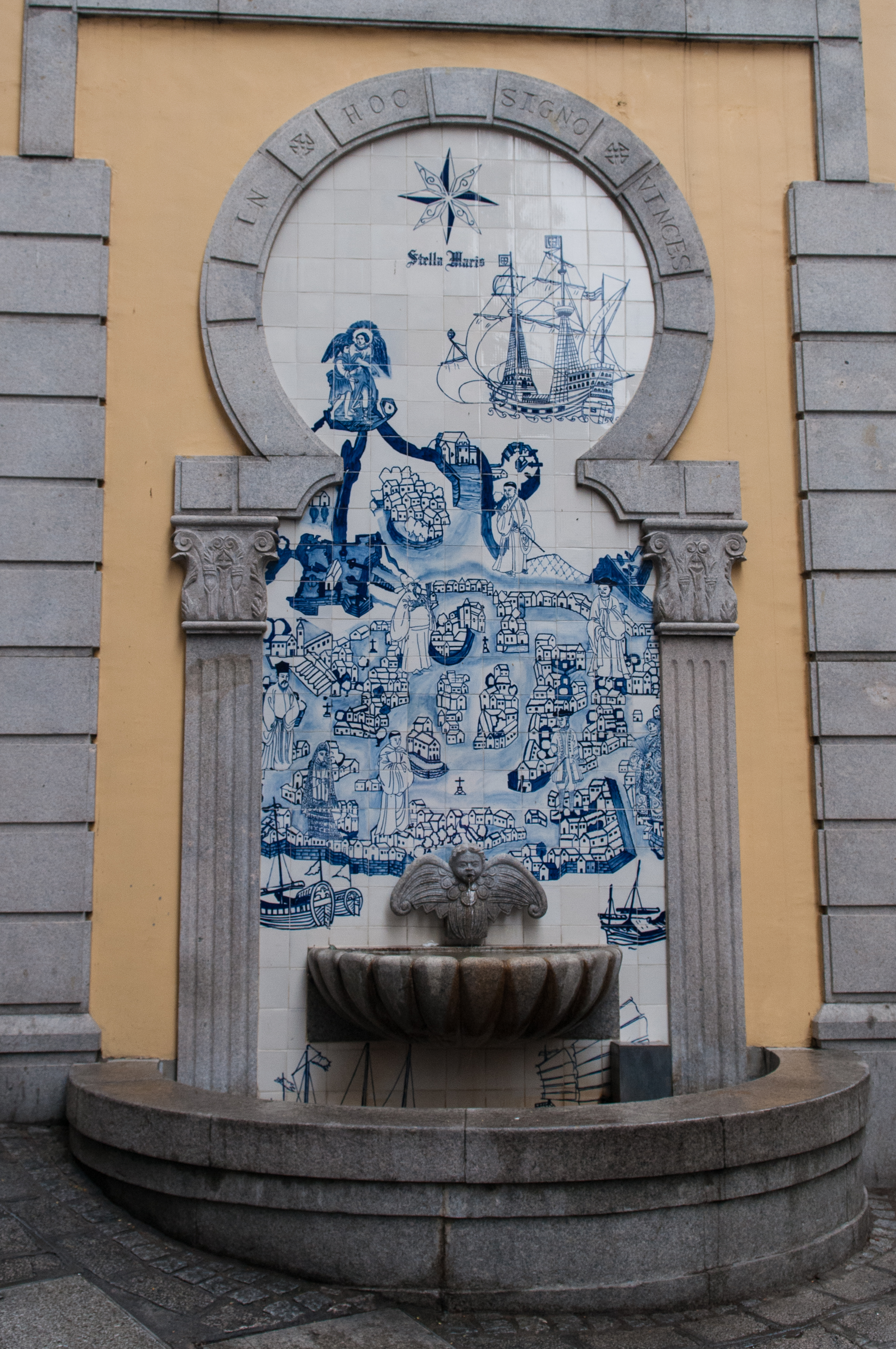
Portuguese Azulejos in ماكاو
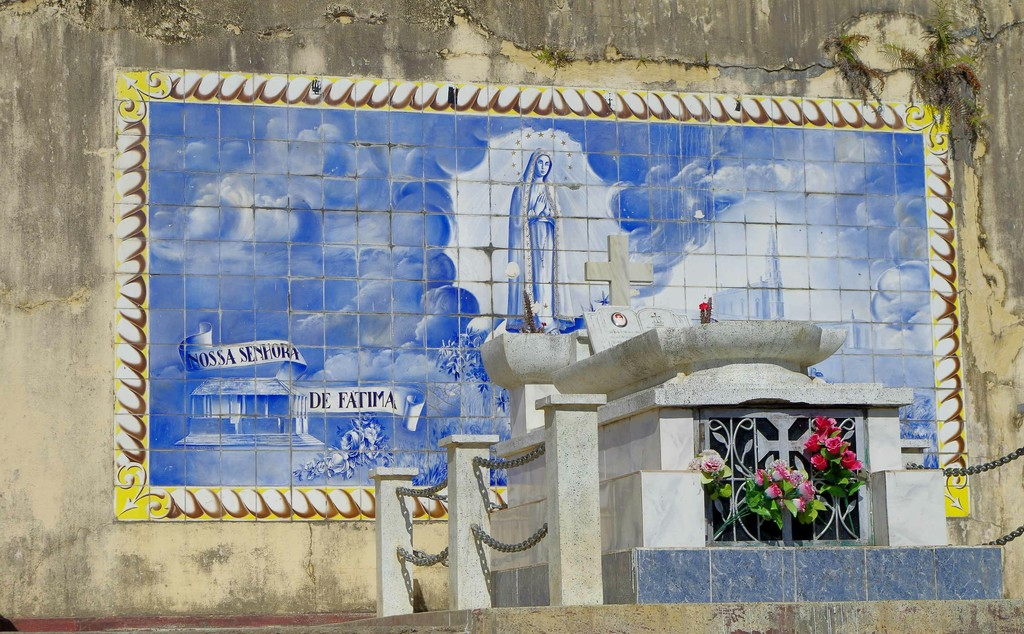
Portuguese Azulejos depicting the image of سيدة فاطمة، Ermera، تيمور الشرقية.
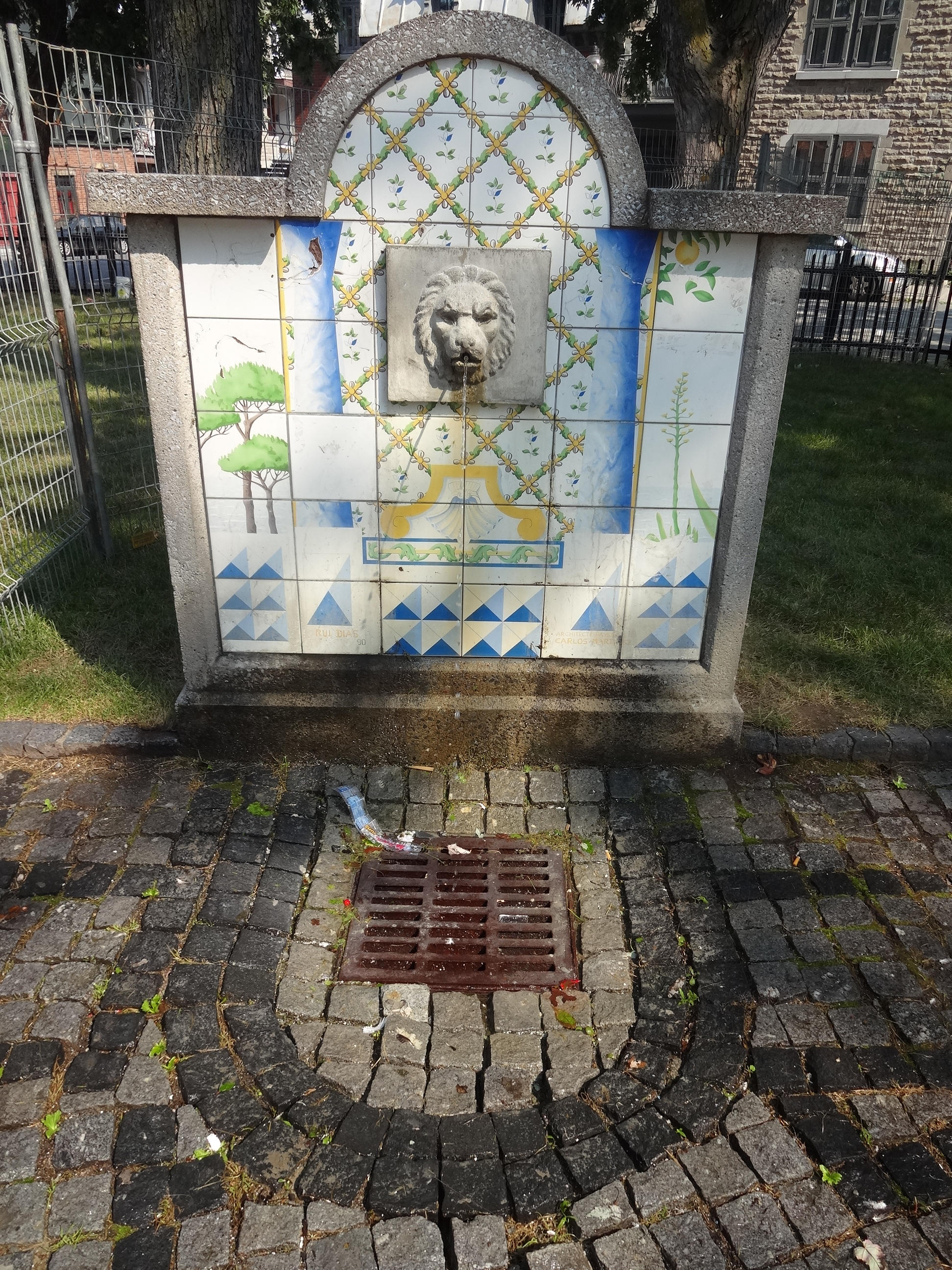
Azulejos in Parc du Portugal, made in 1956,[2] Little Portugal  [لغات أخرى]‏، مونتريال، Canada
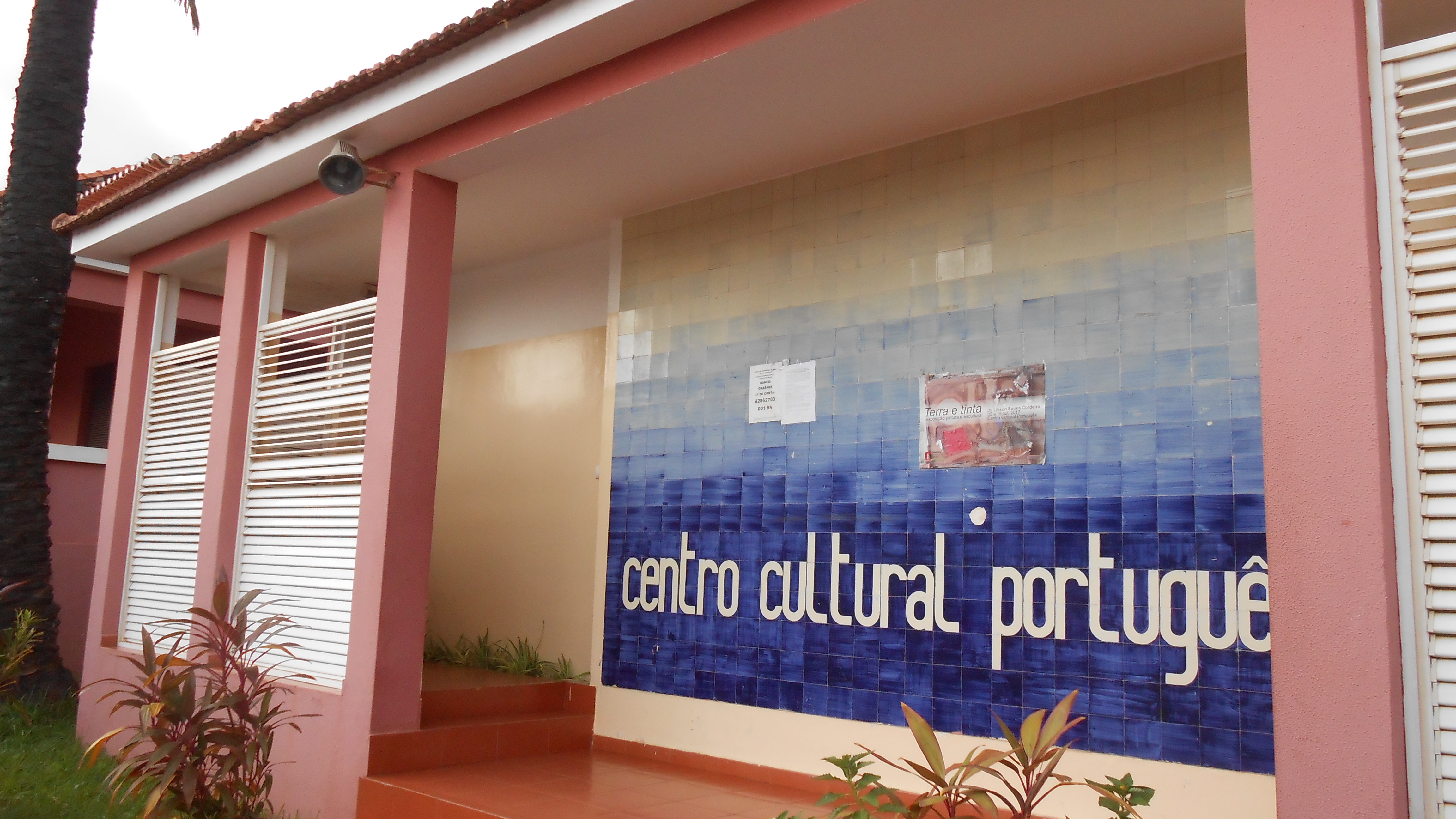
Portuguese Azulejos in بيساو، Guinea-Bissau
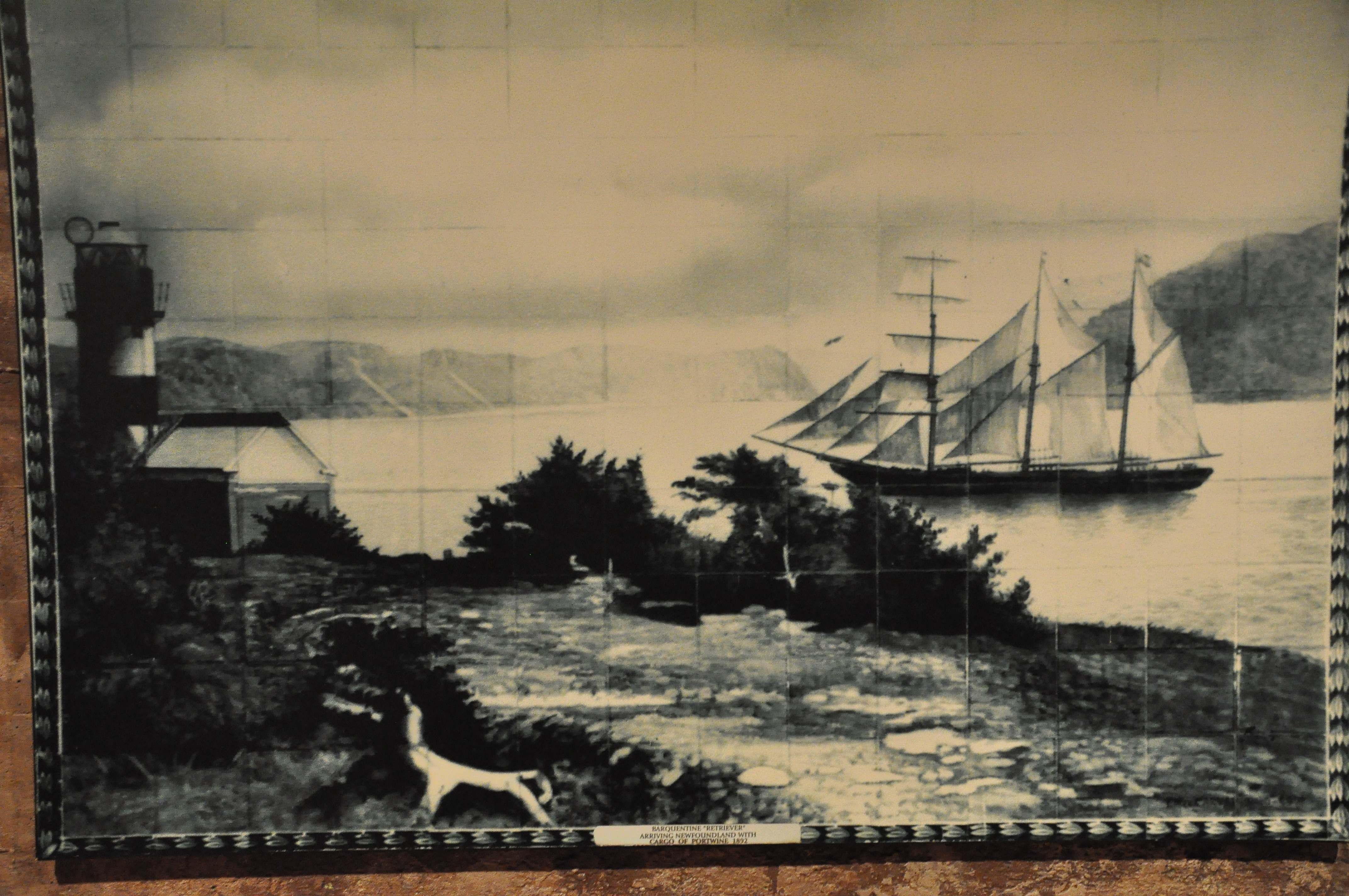
Portuguese Azulejo depicting the arrival of a ship with نبيذ بورت cargo in St. John's, Canada, 1892

في النصف الأول من القرن التاسع عشر، كان هناك ركود في إنتاج البلاط الزخرفي، ويرجع ذلك أولاً إلى توغل الجيش النابليوني ثم إلى التغيرات الاجتماعية والاقتصادية. عندما بدأ البرازيليون المهاجرون حوالي 1840 إنتاجًا صناعيًا في بورتو، تولى البرتغاليون الأزياء البرازيلية لتزيين واجهات منازلهم بـ azulejos. وفي حين أن هذه المصانع تنتج بلاطاً عالي الارتياح بلون أو لونين، بدأت مصانع لشبونة في استخدام طريقة أخرى: طريقة النقل للطباعة على الأزوليخ الأزرق والأبيض أو متعدد الألوان. في العقود الأخيرة من القرن التاسع عشر، بدأت مصانع لشبونة في استخدام نوع آخر من الطباعة المنقولة: استخدام فراغات الأواني.
في حين أن هذه الأساليب الصناعية أنتجت تصاميم بسيطة ومنمنمة، فإن فن بلاط الرسم اليدوي لم يمت، كما طبقه مانويل جواكيم دي خيسوس وخاصة لويس فيريرا. وكان لويس فيريرا مدير مصنع لشبونة فيوفا لاميجو وغطى الواجهة الكاملة لهذا المصنع مع مشاهد رمزية. أنتج لوحات، تعرف باسم فيريرا داس تابولتاس، مع مزهريات الزهور والأشجار والشخصيات المجازية، وتطبيق تقنية الترومب l'oeil. هذه اللوحات المرسومة يدويا هي أمثلة جيدة على الثقافة الرومانسية انتقائي في أواخر القرن 19.
منتصف القرن التاسع عشر، في انكلترا، بالإضافة إلى البلاط الزهن والفسيفساء، ومصنع مينتون أيضا إنتاج azulejos

## في القرن العشرين
في بداية القرن العشرين، بدأ الفن الحديث azulejos في الظهور من فنانين مثل رافائيل بوردالو بينهيرو، جوليو سيزار دا سيلفا وخوسيه أنطونيو خورخي بينتو. في عام 1885 أسس رافائيل بوردالو بينهيرو مصنعًا للسيراميك في كالداس دا راينها، حيث ابتكر العديد من تصاميم الفخار التي تشتهر بها هذه المدينة. في هذا المصنع لديه متحفه الخاص ساو رافائيل المكرسة لعمله خيالي الخيال، وخاصة لوحات الزخرفية والشخصيات له الحجر الساخرة، مثل زي بوفينيو (تمثيل الرجل المشترك مثيرة للقلق).
حول 1930s, أدلى آرت ديكو azulejos ظهورهم مع الفنان الرئيسي أنطونيو كوستا. الزخارف الضخمة، التي تتكون من 20,000 azulejos، في الدهليز من محطة سكة حديد ساو بينتو في بورتو، التي أنشأتها خورخي Colaço، تظهر في مواضيعها التاريخية أسلوب السرد من الرومانسية «صورة-بطاقة بريدية». هذا واحد من أبرز الإبداعات مع azulejos من القرن 20. تشهد واجهات كنائس سانتو إلديفونسو وCongregados على الإتقان الفني لخورخي كولاكو. ومن بين الفنانين الآخرين من هذه الفترة ماريو برانكو وسيلفستر سيلفستري، الذي زين في عام 1912 الواجهة الجانبيّة لكنيسة كارمو، وإدواردو ليتيّ عن عمله في كنيسة ألماس (تقليد أسلوب القرن الثامن عشر)، وكلاهما في بورتو.
ومن بين فناني القرن العشرين خورخي باراداس، وكارلوس بوتيلهو، وخورخي مارتينز، واس نوغيرا، ومينيز، وبولا ريجو. صممت ماريا كيل اللوحات التجريدية الكبيرة في تسع عشرة محطة أولية من مترو لشبونة (بين عامي 1957 و1972). من خلال هذه الأعمال أصبحت قوة دافعة في إحياء وتحديث فن azulejo، الذي ذهب في بعض الانخفاض. اعتبرت زخارفه من المحطة [نينيننتي] تحفة من معاصرة بلاط فن[حاجة[ [ في عام 1988 كلف الفنانين المعاصرين التالية لتزيين أحدث محطات مترو الانفاق Júlio Pomar (Alto دوس Moinhos محطة)، ماريا هيلينا فييرا دا سيلفا (محطة جامعة سيدادي)، Sá Nogueira (محطة لارانجيراس) ومانويل كارغاليرو (محطة كوليجيو العسكرية).
موسيو ناسيونال دو أزوليخو في لشبونة يضم أكبر مجموعة من البلاط البرتغالي في العالم.

## صور

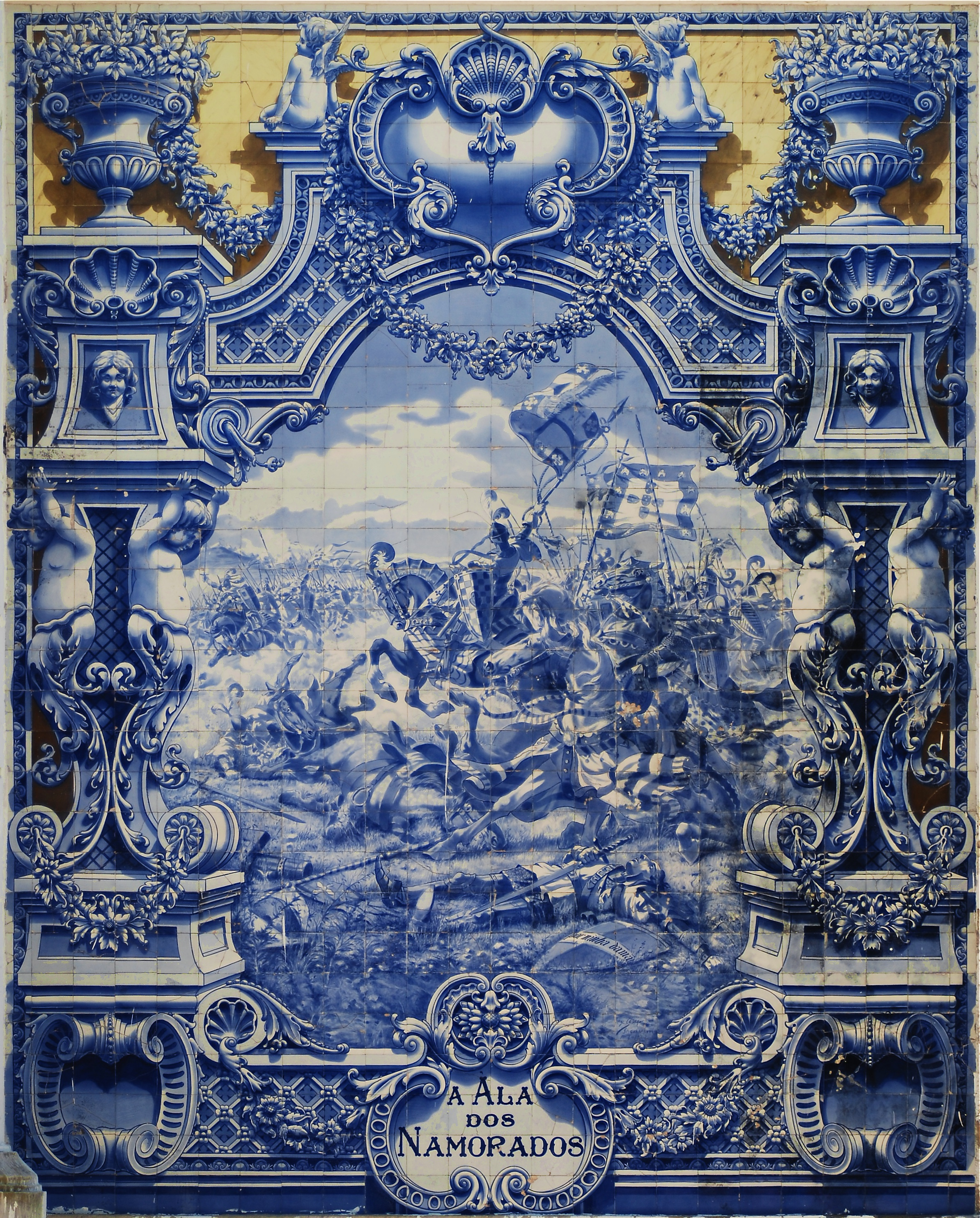
Panel by Jorge Colaço (circa 1922) depicting an episode from the battle of Aljubarrota (1385) between the Portuguese and Castilian armies, لشبونة، البرتغال.
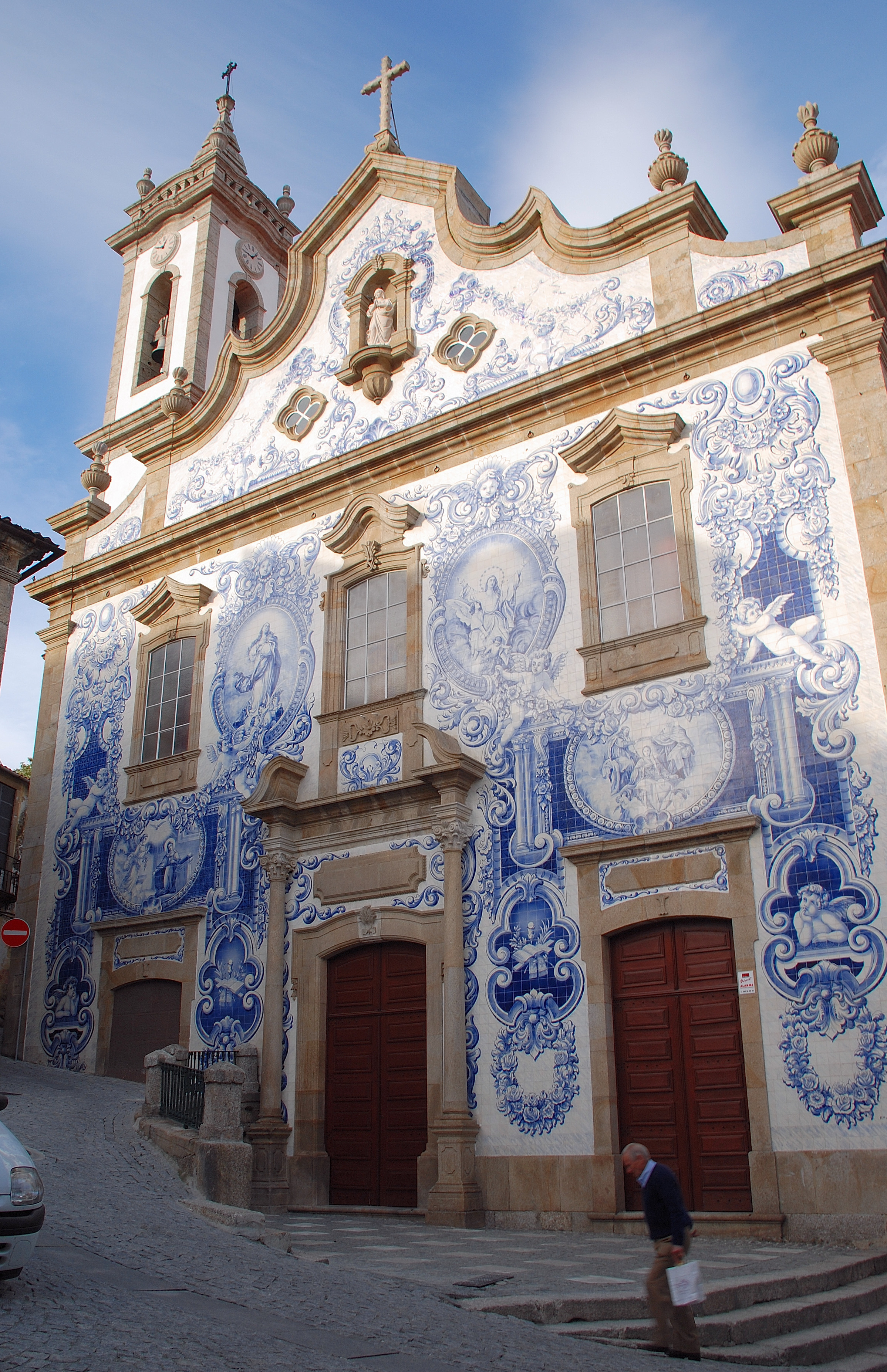
Santa Maria Church in كوفيليا؛ façade was covered in the 1940s.
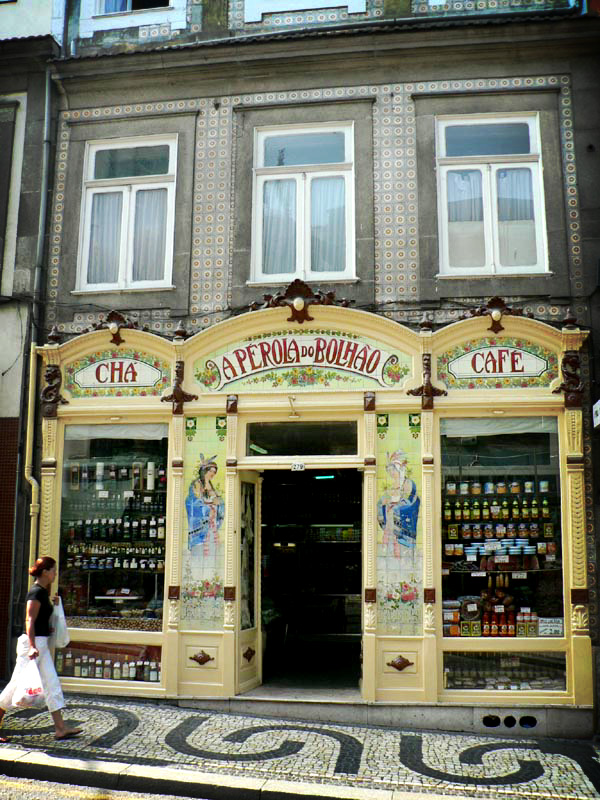
Art Nouveau azulejos on a shop in Porto.
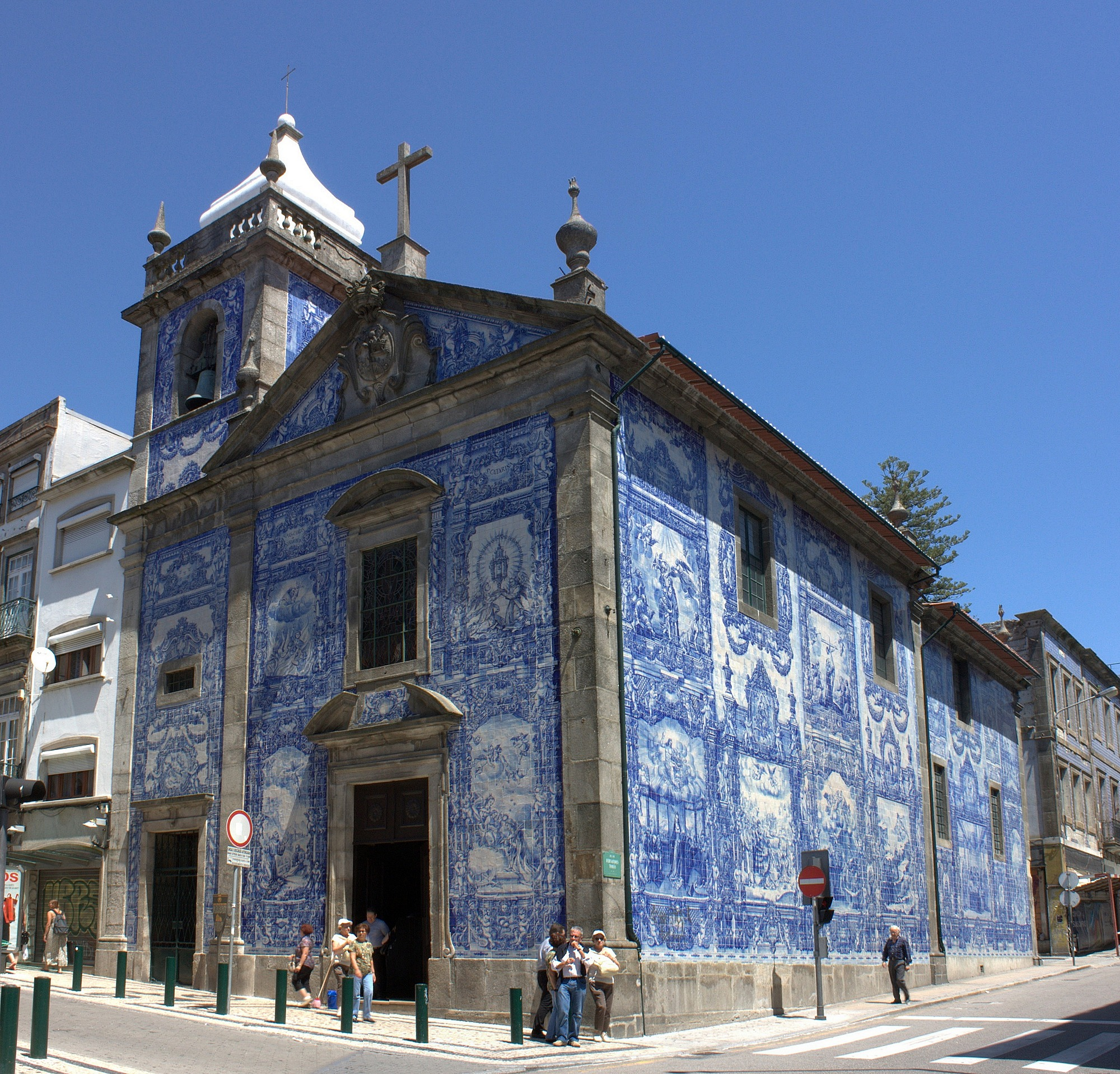
Capela de Santa Catarina, Porto; façade was covered in 1929.
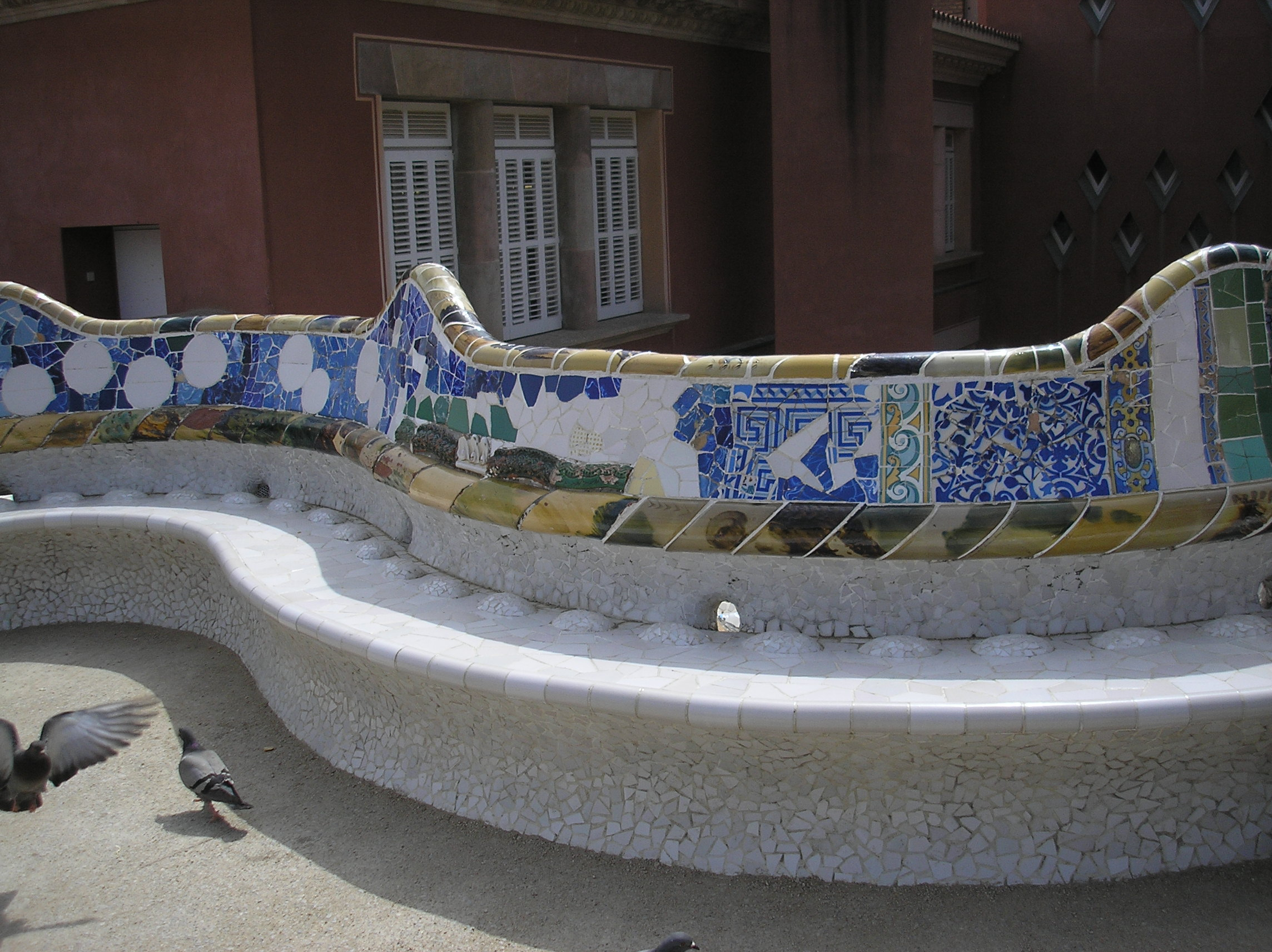
منتزه غويل، Barcelona, of 1914.
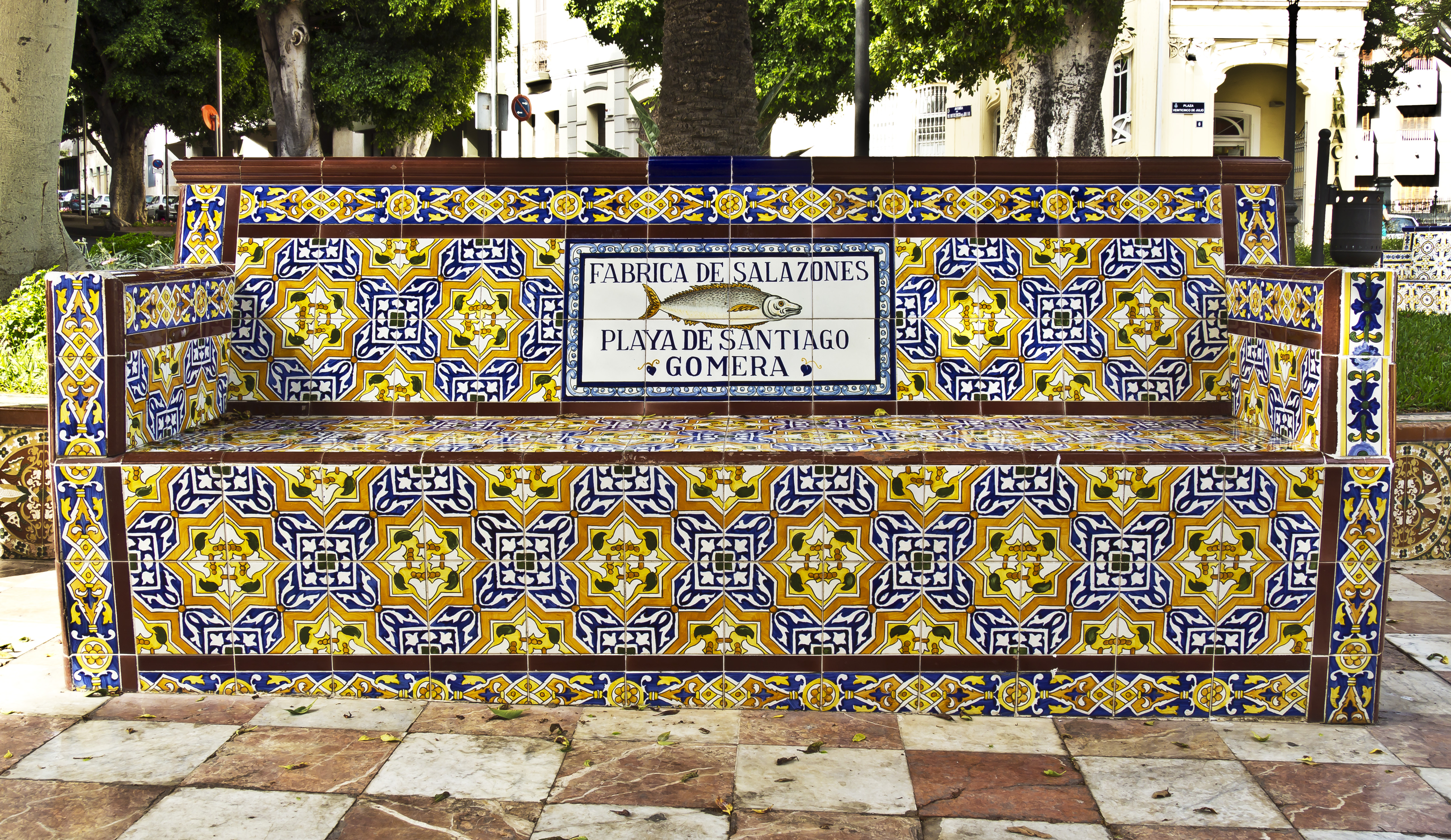
One of the several tiled benches of the Plaza 25 de Julio built in 1917,[3] سانتا كروث دي تينيريفه، Canary Islands
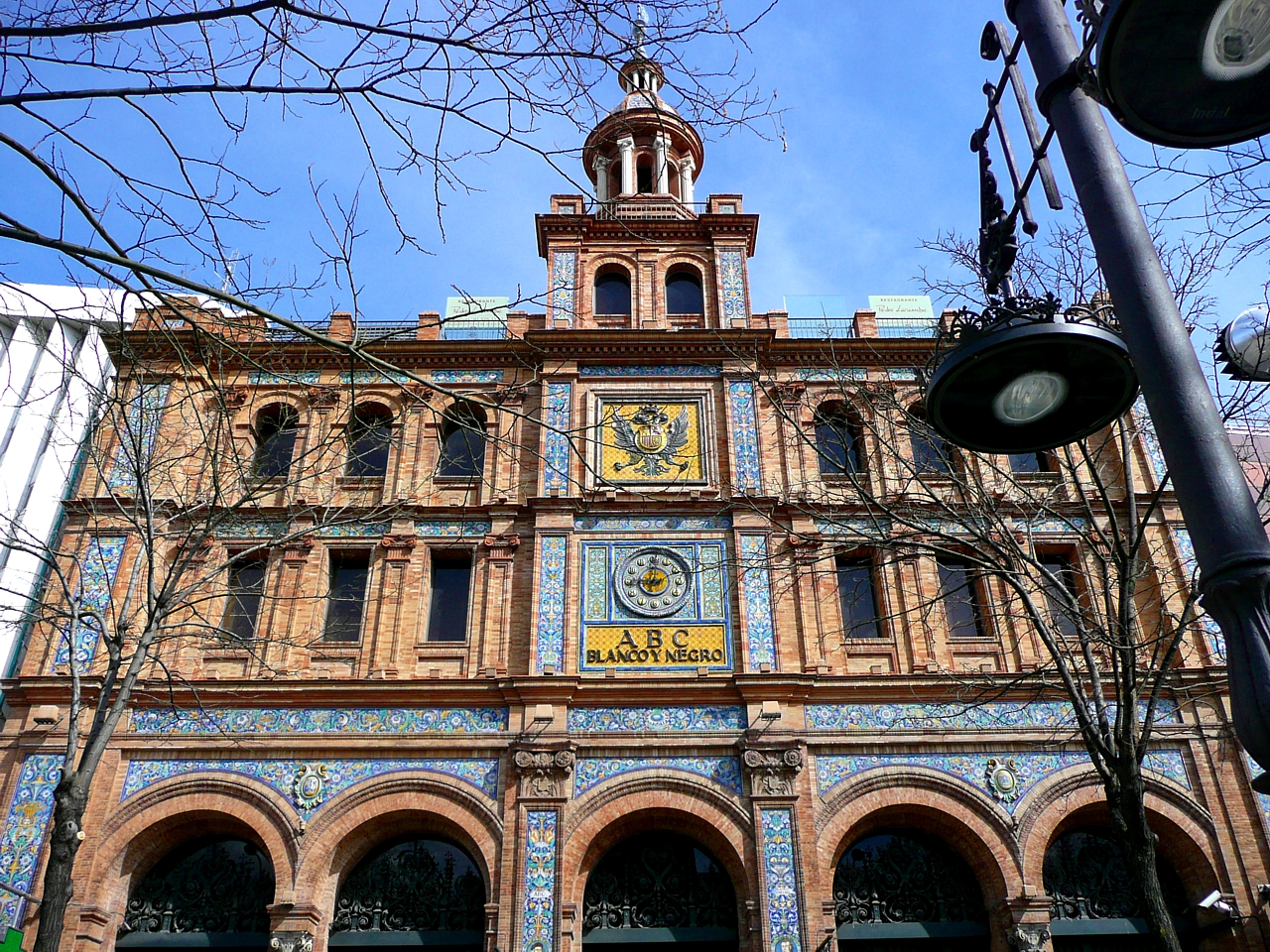
ABC Serrano Building built by Aníbal González in 1926, Madrid
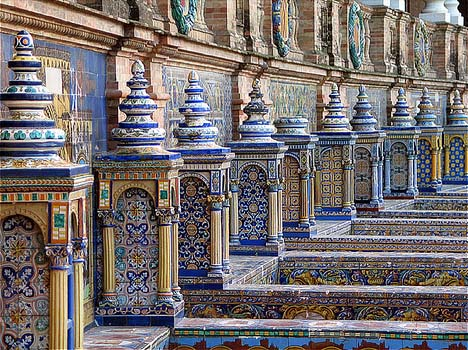
بلازا دي إسبانيا, of 1928.
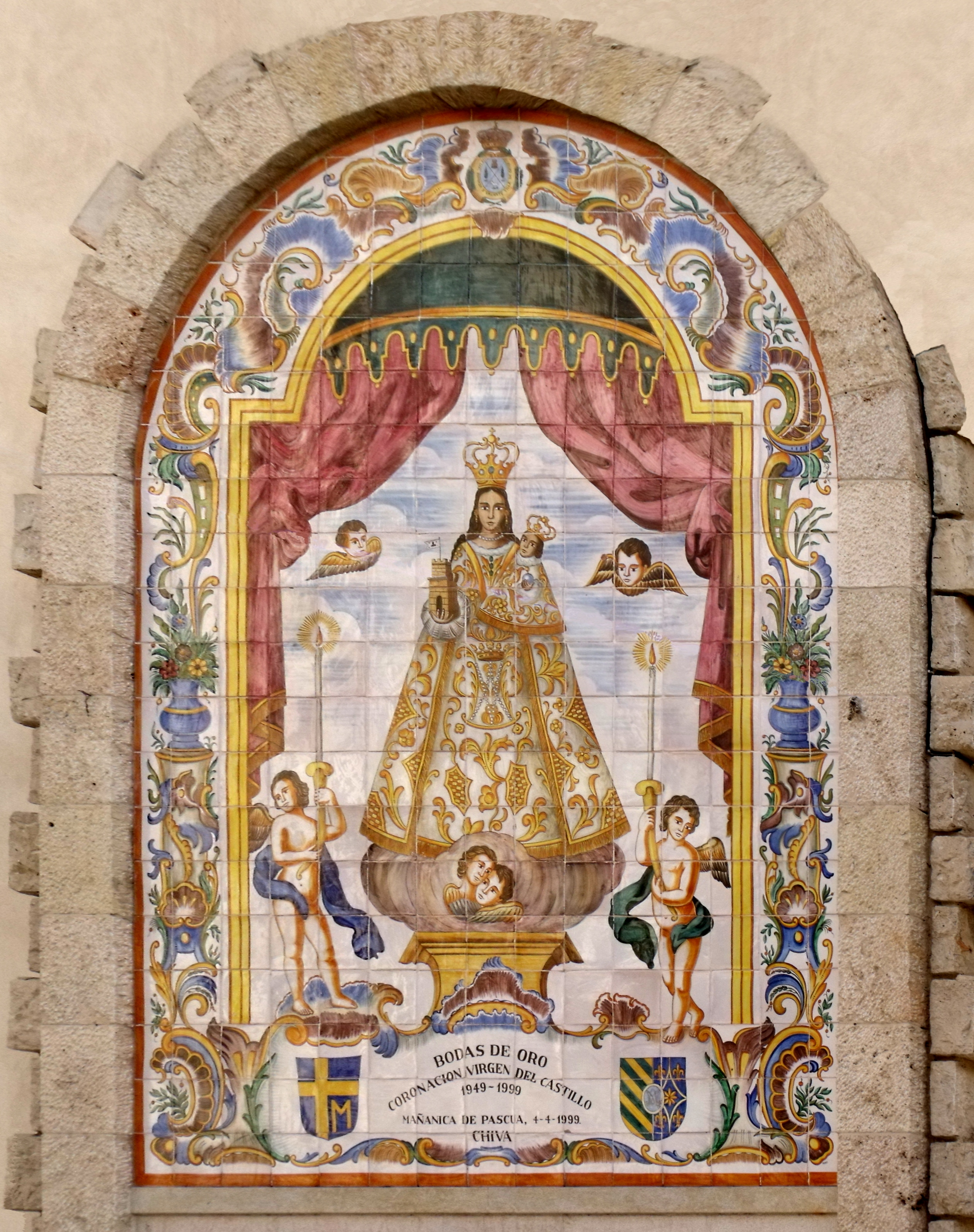
Iglesia de San Juan Bautista de Chiva, Valencia.
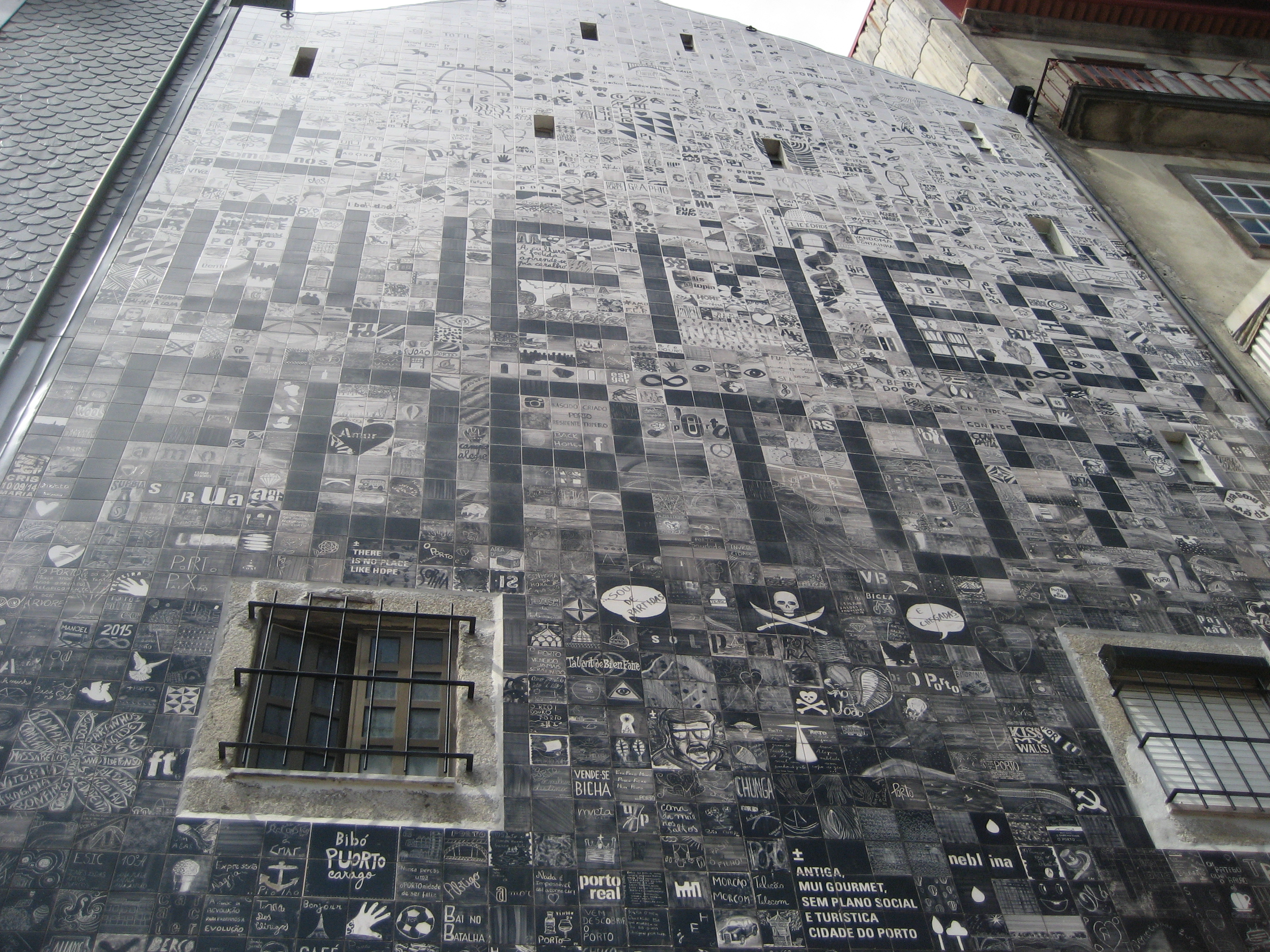
21st-century azulejos (بورتو)
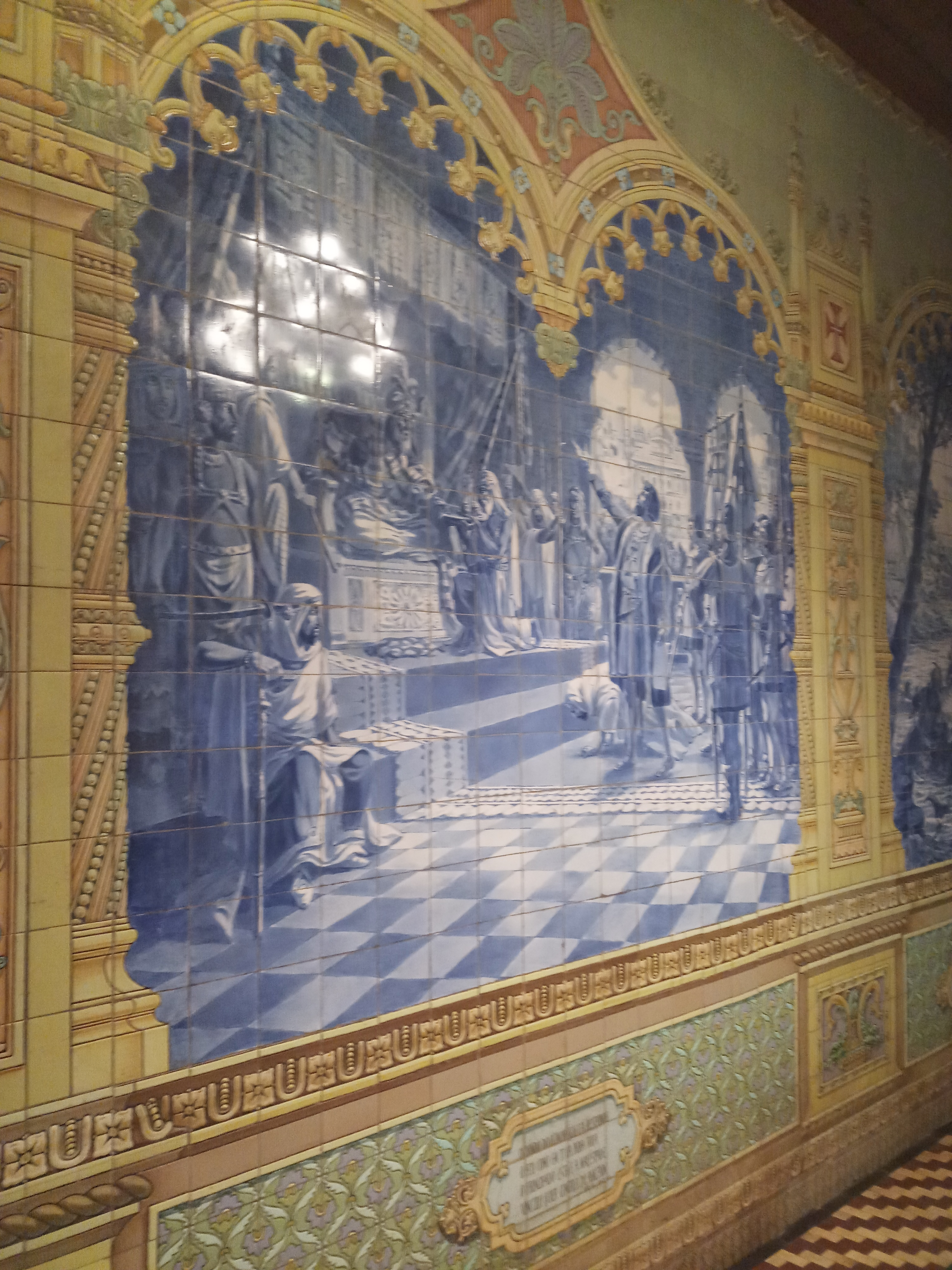
Portuguese Azulejos, at the Instituto Menezes Bragança  [لغات أخرى]‏, in the former Portuguese colony in الهند، غوا.
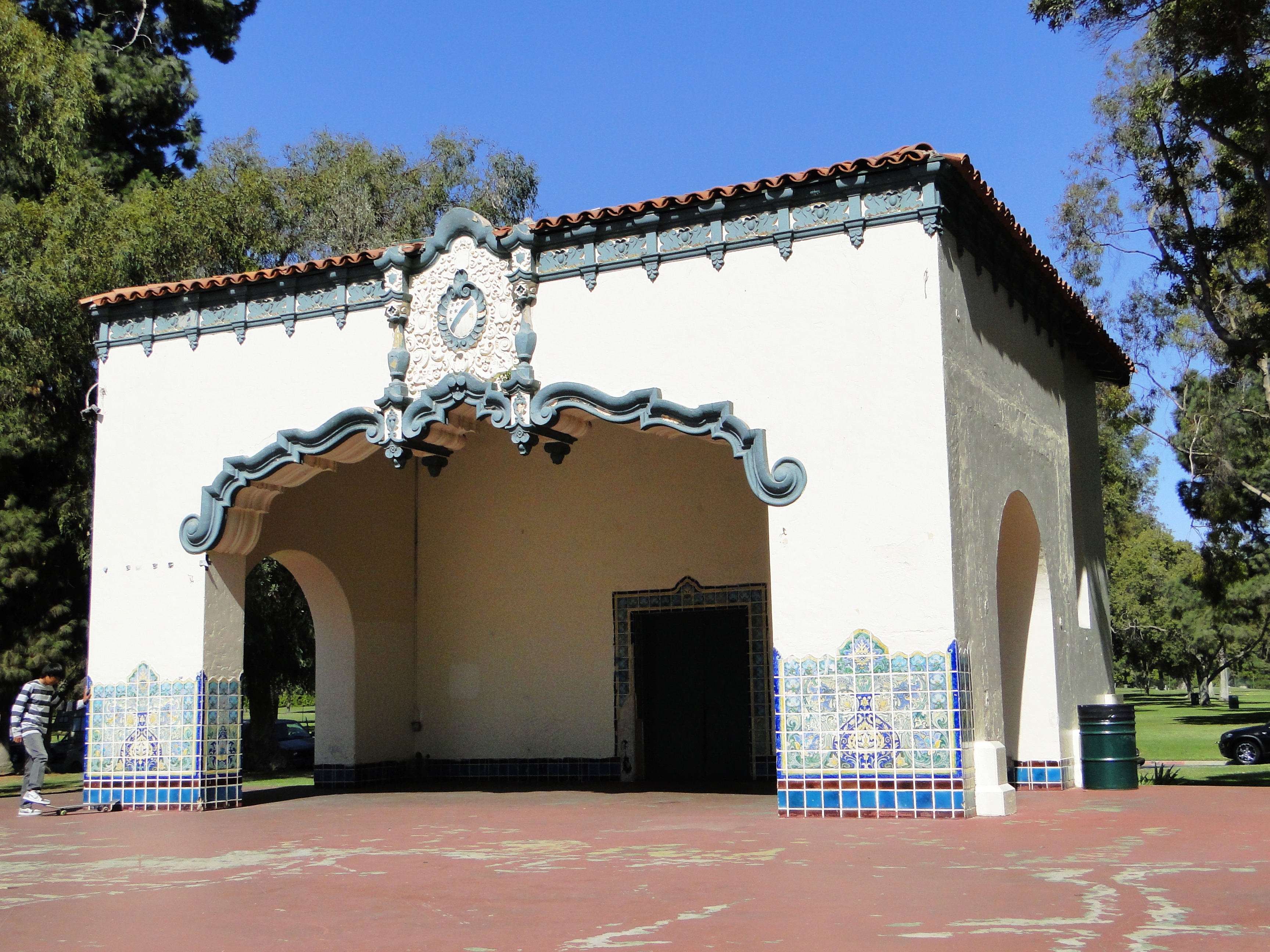
Californian Azulejos, at one of the Long Beach Historic Landmarks, Recreation Park bandshell  [لغات أخرى]‏, US
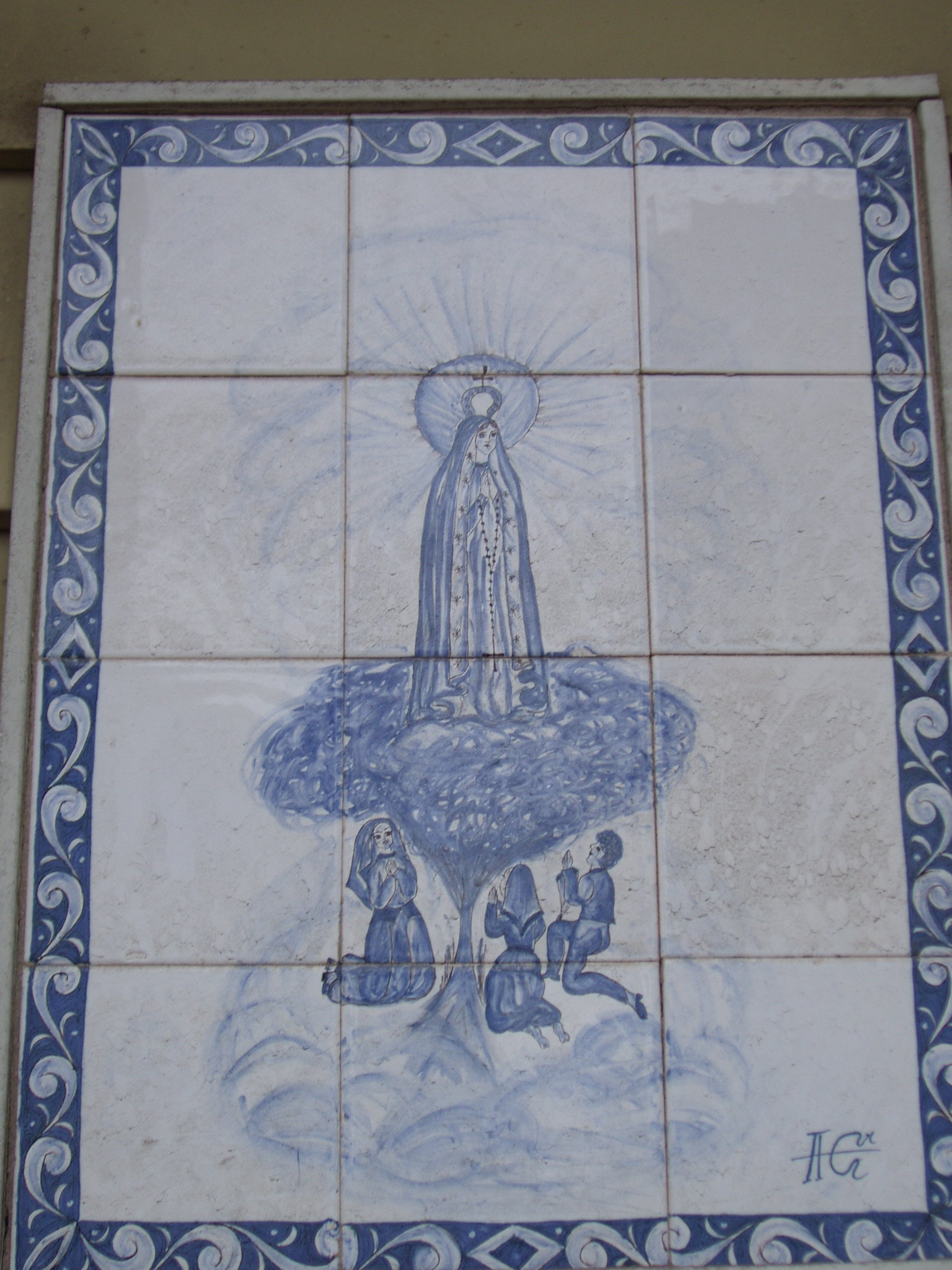
Luso-American [الإنجليزية] Azulejos depicts an image of سيدة فاطمة, in The Ironbound، Newark, United States

## تاريخ صناعة البلاط
- من أصل اسباني- مورسكي وير (الإنجليزية)
- تالافيرا دي لا رينا الفخار (اللغة الإنجليزية)
- مانيزس الفخار (اللغة الإنجليزية)
- بوترينا الفخار (العربية)
- تالافيرا الفخار (المكسيكية)
- أوريارتي تالافيرا (مكسيكي)
- رئيس الأساقفة الفخار الجسر (الإسبانية)
- لا سيغوفيانا مصنع الأواني الترابية (العربية)

## غير ذلك

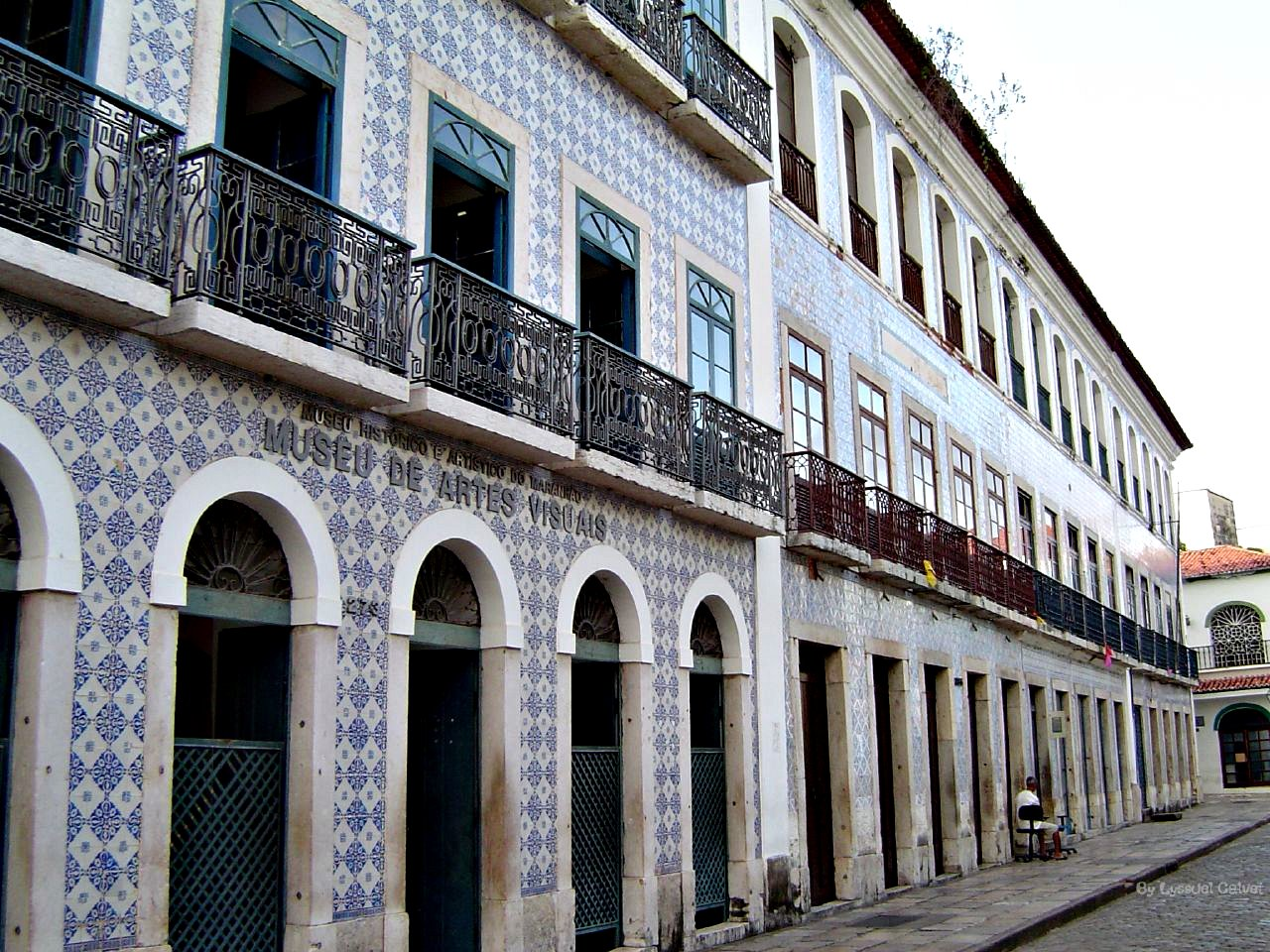

في الفلبين، مستعمرة إسبانية سابقة، يبقى التقليد من البلاط الزخرفية على السلالم، حيث يتم وضع البلاط على الارتفاع الرأسي الحق تحت كل خطوة. ويرى تطبيق أكثر انتشارا في البلاط diptych votive تصور القلب الأقدس من يسوع وقلب مريم طاهر، فضلا عن مواضيع دينية أخرى. هذه البلاط، التي هي أيضا البني الملون أو متعدد الألوان إلى جانب الأزرق التقليدي، وضعت على الجدار بجانب الباب الأمامي أو البوابة الرئيسية للمنزل، ومغطى في إطار معدني أسود يعلوه الصليب.
ويمكن أيضا أن ينظر إلى البلاط في كندا والولايات المتحدة وكولونيا ديل سكرامنتو وأوروغواي وماكاو وريو دي جانيرو والبرازيل وبيرو والعديد من مدن المكسيك.